# Estilo Segundo Imperio

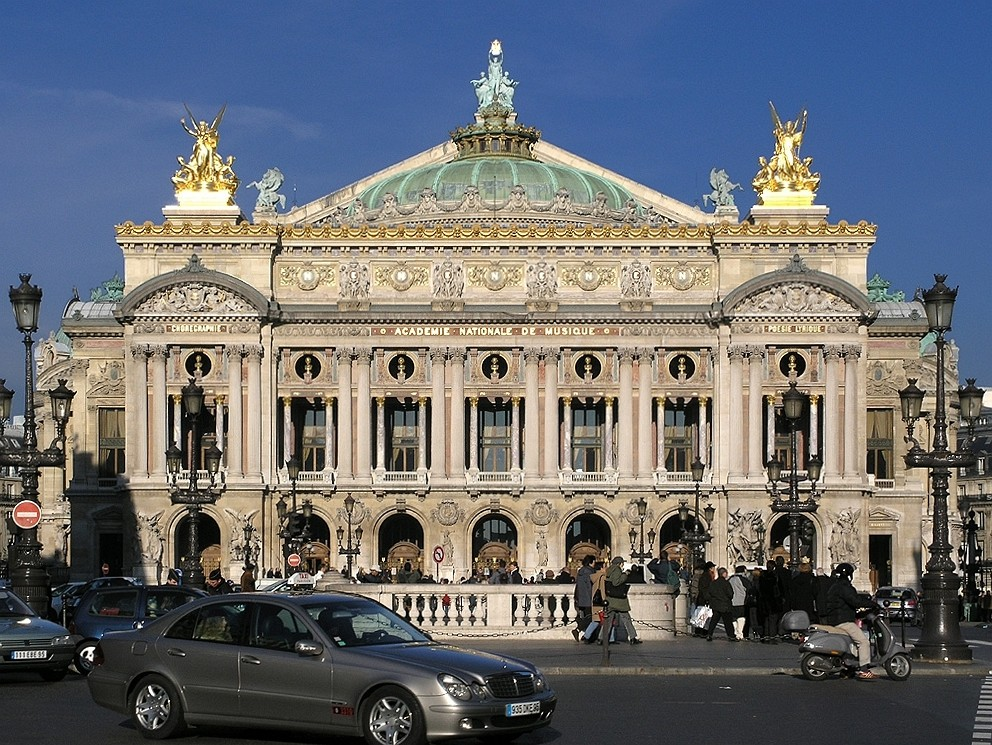
La Ópera Garnier es el ejemplo tipo del estilo Segundo Imperio en arquitectura

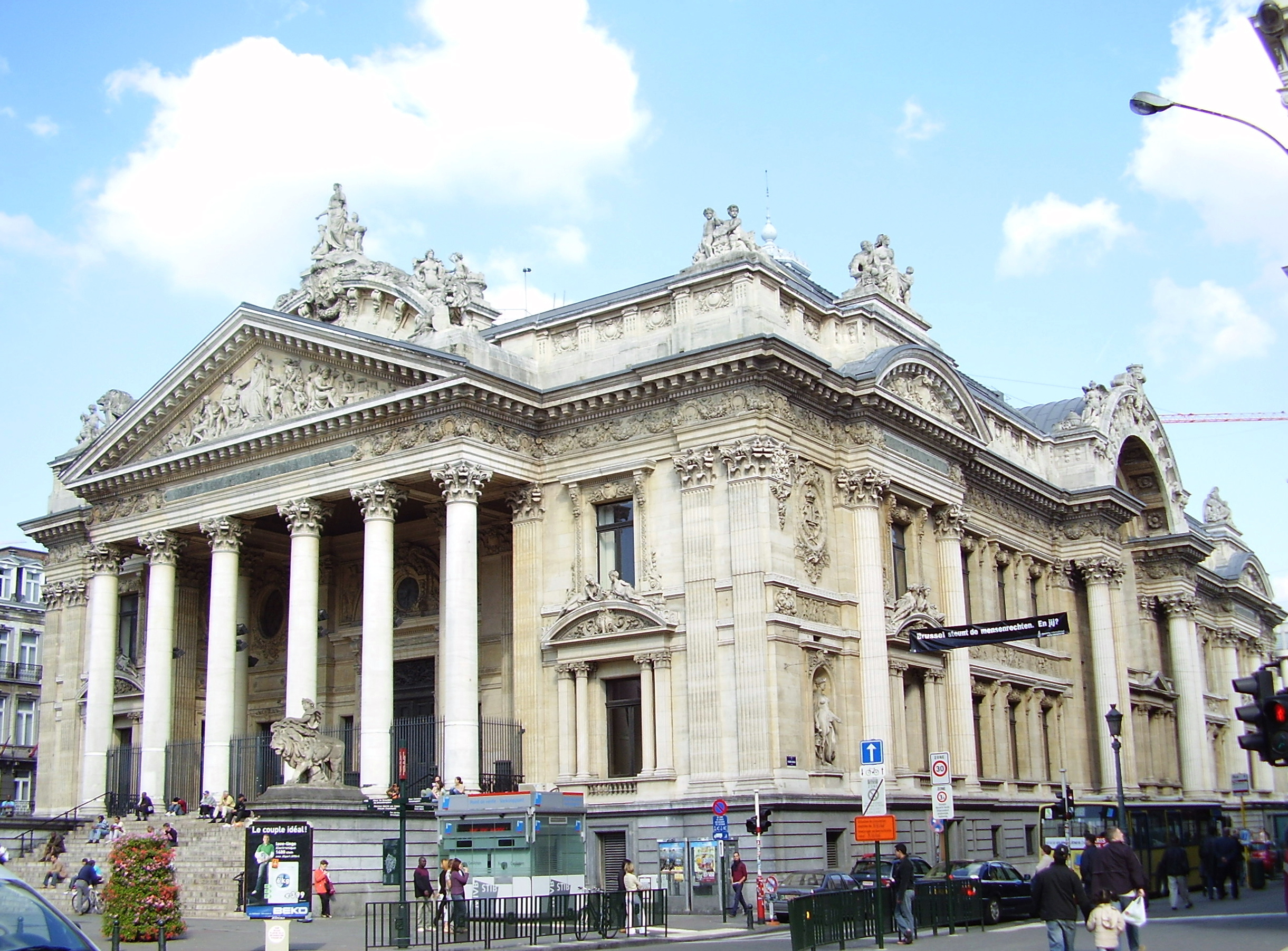
La Bolsa de Bruselas es otro ejemplo típico del estilo Segundo Imperio

El estilo Segundo Imperio (del francés: style Second Empire), también llamado estilo Napoleón III (style Napoléon III) es un estilo arquitectónico que nació en Francia bajo el Segundo Imperio, durante el reinado de Napoleón III. Tuvo gran éxito entre la burguesía durante los años de 1850 a 1880.

## Características generales
El emperador Napoleón tenía la voluntad de estar rodeado por una corte suntuosa. Trató de conectar con la pompa del Primer Imperio e intentó con sus órdenes impulsar el desarrollo de la industria francesa. Pero la evolución de las artes decorativas debe más a la emperatriz Eugenia que al emperador. Ella se siente muy atraída por los estilos del pasado, sobre todo por el estilo Luis XVI. Concede un lugar importante en sus apartamentos a los muebles de María Antonieta o inspirados por esta última. Los ebanistas no se contentan con encontrar su inspiración en este estilo, sino también en todos los demás.
Es típico del estilo Segundo Imperio la suntuosidad y la policromía. Gusta de mostrar riqueza. Es el arte del oropel y el relumbrón. No importa la veracidad de la copia, no hay imitación pura y simple. Se conserva sólo lo más ostentoso y más radiante.
Un ejemplo particular de estilo Segundo Imperio: la fachada del edificio en la 51 / 51 bis rue de Miromesnil (París VIII).
Este ya había sido el caso en lo que concierne al anterior surgir del neogótico. Se debía a la visión romántica de la Edad Media, donde el deseo  de historicidad estaba totalmente ausente. Eugène Viollet-le-Duc es el líder de esta escuela del resurgir del gótico que, a pesar de su voluntad, fue revisado y corregido.

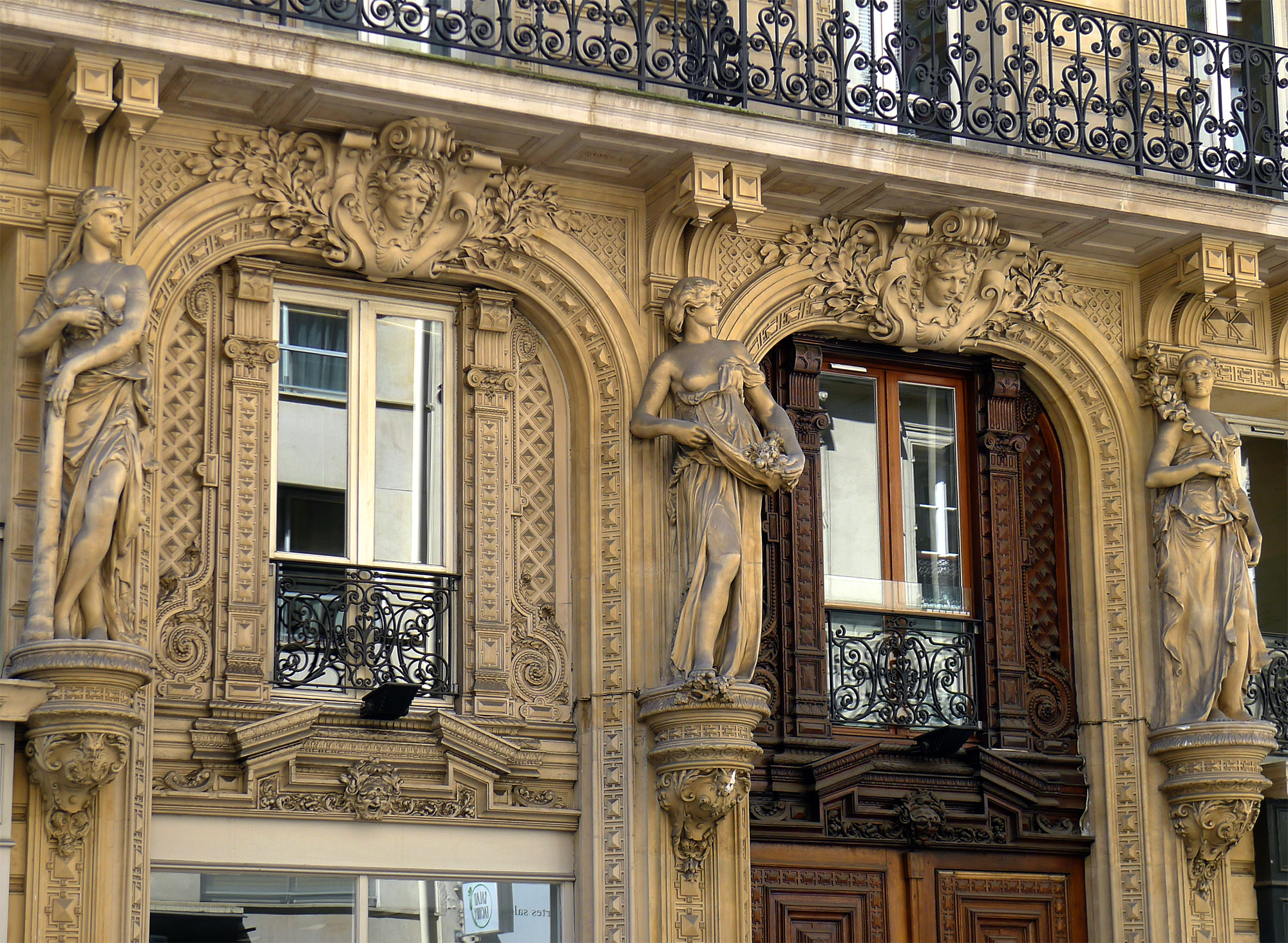
Un ejemplo privado del estilo Segundo Imperio: la fachada del inmueble del 51/51bis rue de Miromesnil (Paris VIIIe).

Las principales características del estilo Segundo Imperio son:
- eclecticismo: este estilo se inspira en muchos estilos que van desde las arquitecturas de la Antigüedad clásica, principalmente greco-romana, a los del final del Antiguo Régimen (Neoclasicismo) a través del Renacimiento italiano y francés.

- Las ornamentaciones están a menudo en relieve muy elaboradas y sobreabundantes.
- Lujo y gusto por el fasto.
- utilización de cortinas.

## Arquitectura en Francia

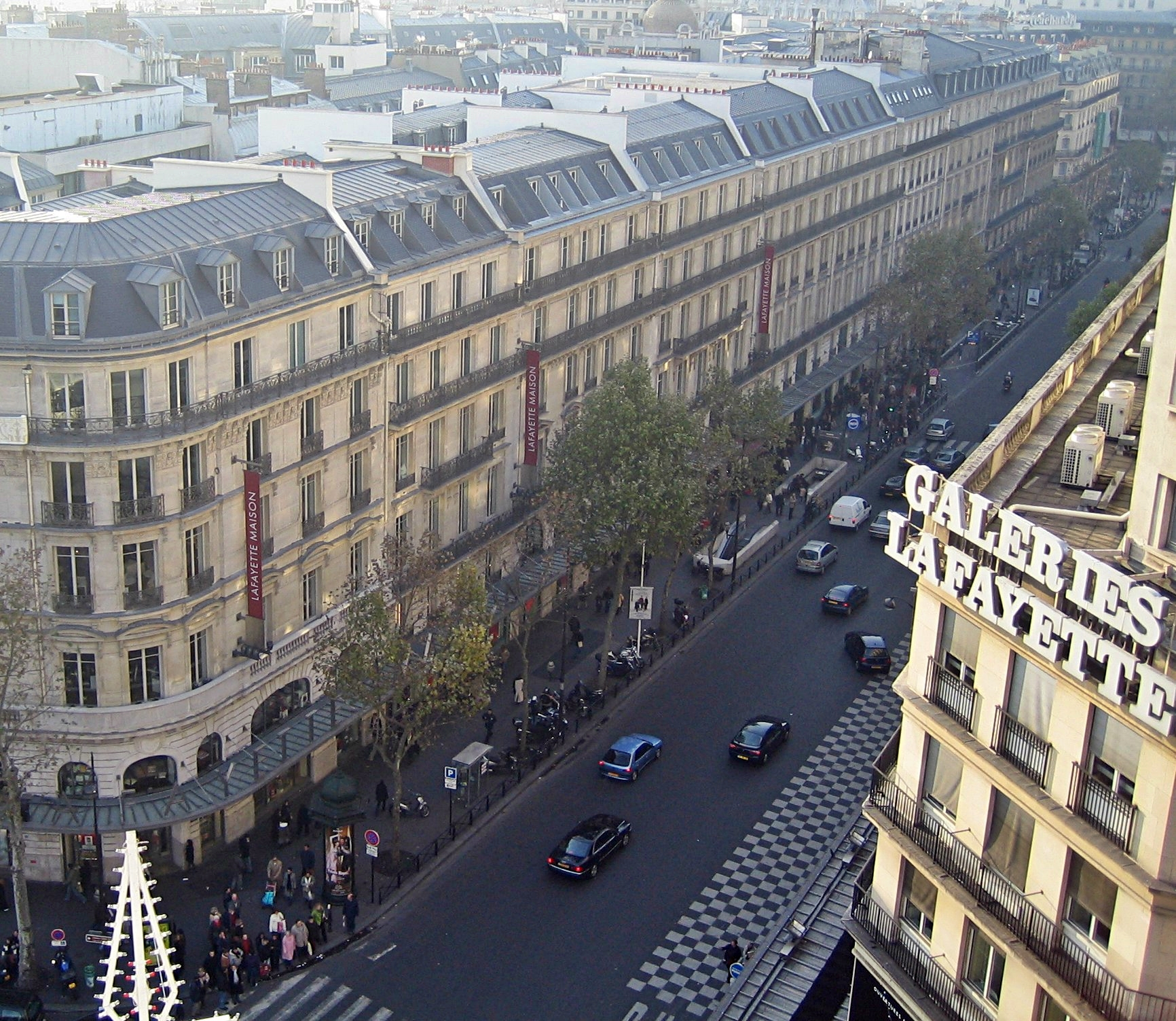
El boulevard Haussmann es un ejemplo típico de los trabajos haussmanianos, en los que el estilo Segundo Imperio se aplicó al urbanismo

La Ópera de París, la Ópera Garnier, se puede considerar el apogeo del estilo Napoleón III: se trata de eclecticismo pero solo a partir del clasicismo en sus diferentes fases, desde el Renacimiento hasta el Neoclasicismo.
.

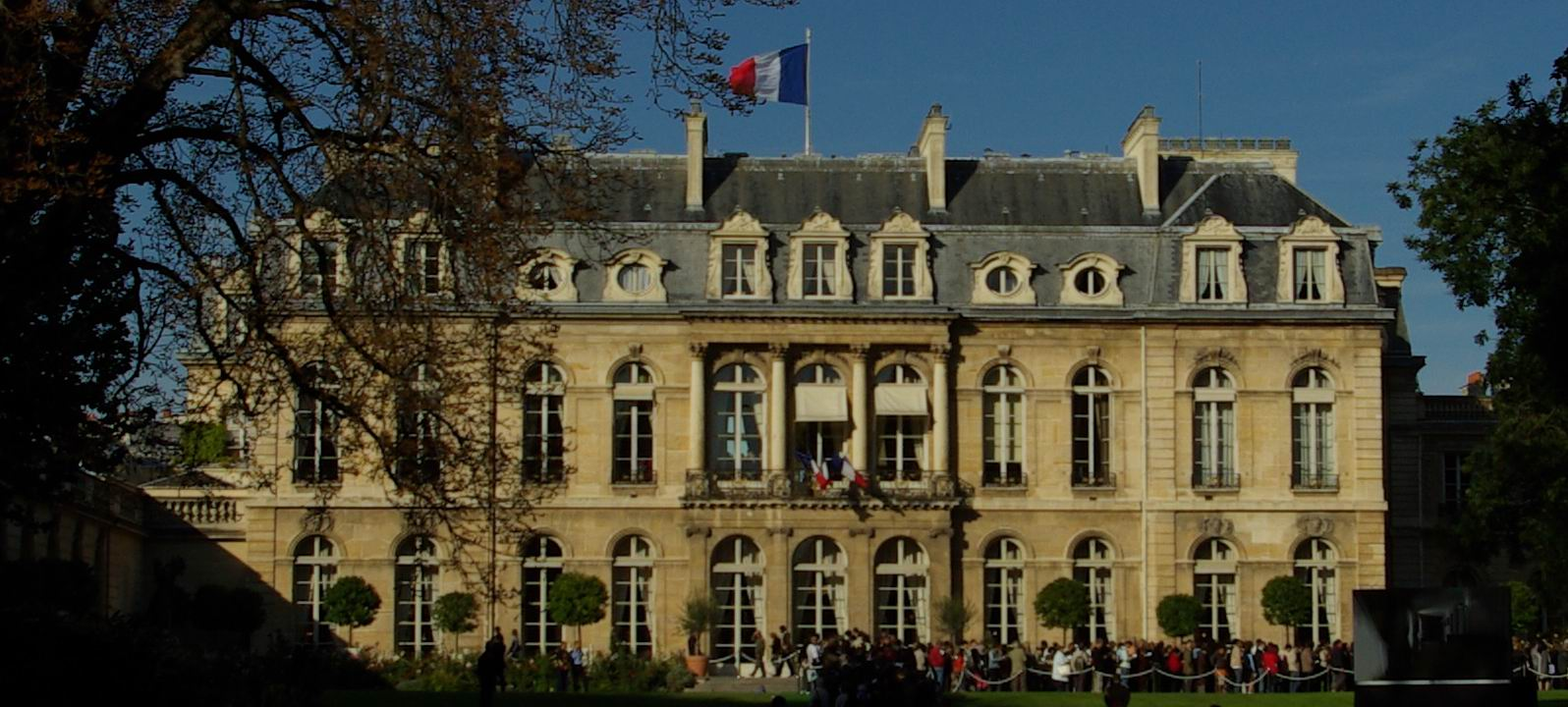
Fachada hacia los jardines, del Palacio del Elíseo

- Palacio del Louvre (1852–57 añadidos), Paris; Louis Visconti y Hector Lefuel, arquitectos.
- Mayoría de los edificios de los Champs-Élysées (1852–70), Paris.
- Palacio del Eliseo (1853–67 renovación), Paris; Joseph-Eugène Lacroix, arquitecto.
- Hôtel du Palais (1854), Biarritz.
- Musée de Picardie (1855–67), Amiens.
- Palais Garnier (1861-1875), Paris.

### Muebles
Se buscaba inspiración en los grandes clásicos de la ebanistería francesa. Los artesanos fabrican alternativamente a turnos de brazo y a bajo precio falsos Riesener, falsos Boulle. Nuevos materiales y procesos se emplearon por primera vez en el mobiliario europeo: La galvanoplastia permitió la multiplicación de falsos bronces y el papel maché da la ilusión de la laca (proporcionando a los bolsillos más modestos muebles brillantes), apareciendo el bambú y el ratán. En el papel pintado, sobre un fondo negro se despliegan grandes ramos de flores pintados en vivos colores.
La comodidad fue la prioridad de los muebles del Segundo Imperio: la tapicería estuvo muy de moda en los muebles, ocultando por completo la estructura de sillas y sofás. Las maderas oscuras están en armonía con telas ricas (rojo y oro) que vuelven cálidos los interiores. A menudo tienen incrustaciones de materiales preciosos, nacarados o escamados lo que acentúa el aspecto llamativo.
Aparecen muebles nuevos: el sofá en ángulo, el puf, la boudeuse (especie de diván), la crapaud o silla sapo, completamente recubierta de tela hasta las patas, de modo que la madera no aparece, y a menudo está acolchada, así como sillas inusuales para conversaciones íntimas entre dos personas (Le confident) o tres personas (Le indiscret).

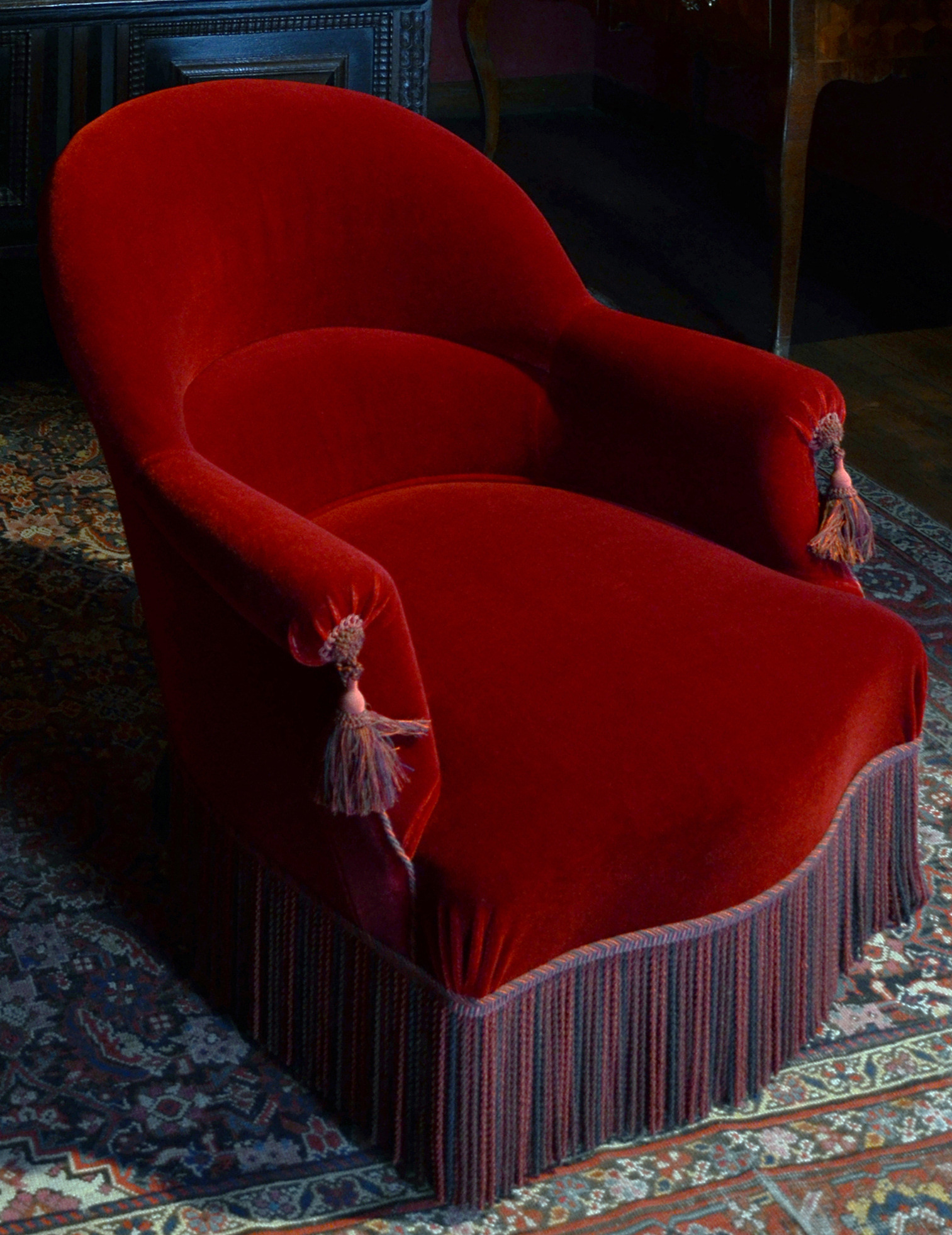
Un crapaud.
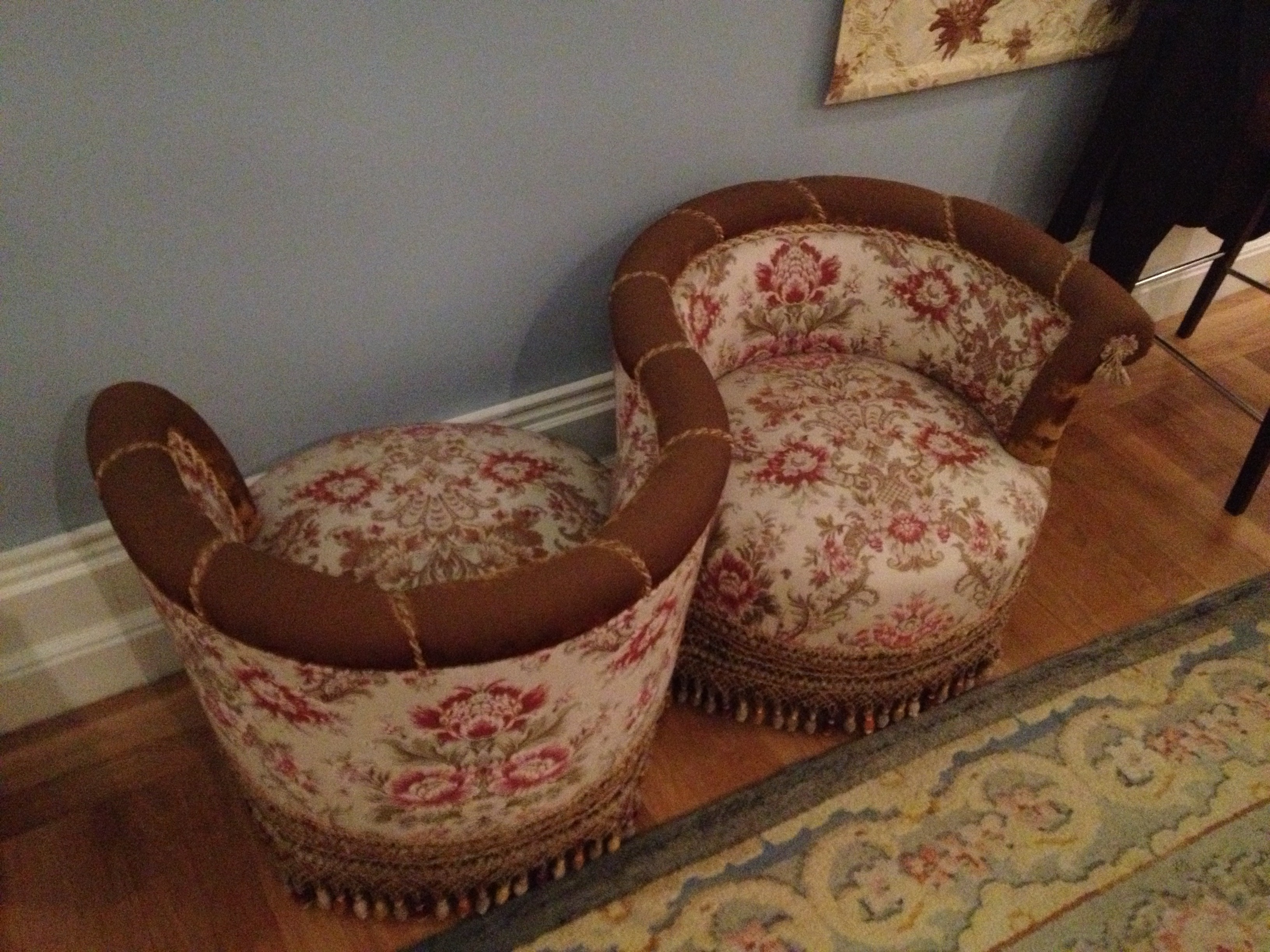
Un confident.

## Expansión
Nacido en Francia, este estilo se desarrolló en otros países europeos y americanos, pero con diferentes nombres: es similar al estilo victoriano en el Reino Unido y sus colonias.

### Reino Unido
- Hotel Langham (1863–1865), City of Westminster, Londres; Giles and Murray, arquitectos.
- 95 Chancery Lane (1865; antiguo Union Bank of London Limited), Londres; F.W. Porter, arquitecto.
- National Bank Belgravia (1868), Londres; T. Chatfeild Clarke, arquitecto.
- Hotel Great North Western (1871), Liverpool; Alfred Waterhouse, arquitecto.
- Teatro Criterion (1874), Piccadilly Circus, Londres; Thomas Verity, arquitecto.
- Western Pumping Station (1875), Chelsea, Londres.
- Old Billingsgate Market (1875), London; Horace Jones, arquitecto.
- Cambridge Gate (1876–80), Regent's Park, Londres; Archer y Green, arquitectos.
- Garden House (1879), Chelsea, Londres; J.T. Smith, arquitecto.
- 75 Holland Road (1893), Brighton and Hove; Thomas Lainson, arquitecto.

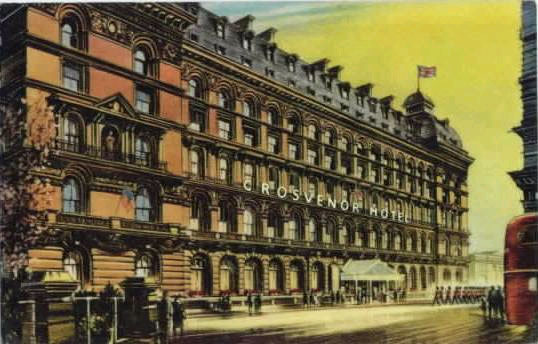
Grosvenor Hotel (1860–2), Victoria, Londres
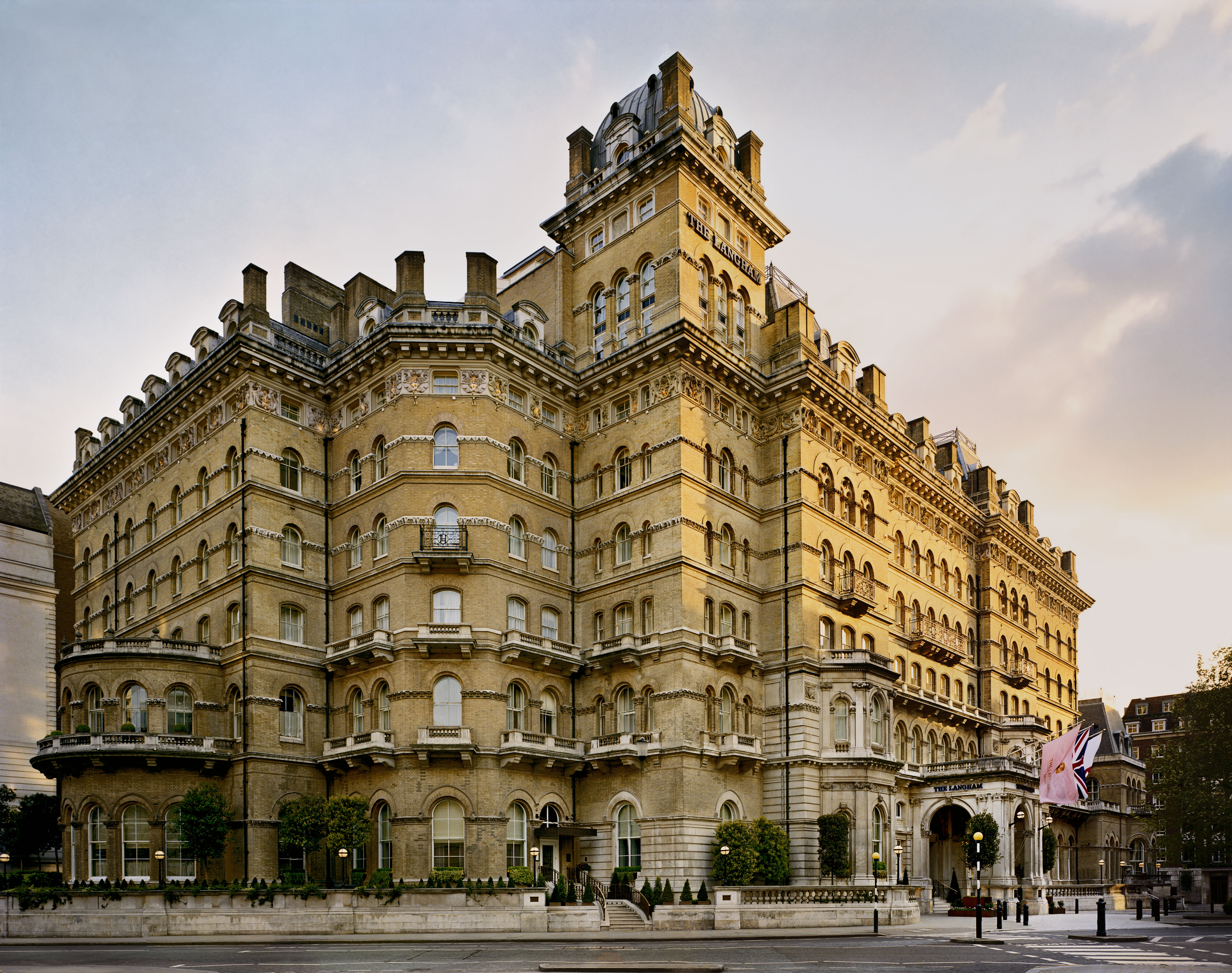
Hotel Langham, Ciudad de Westminster, Londres
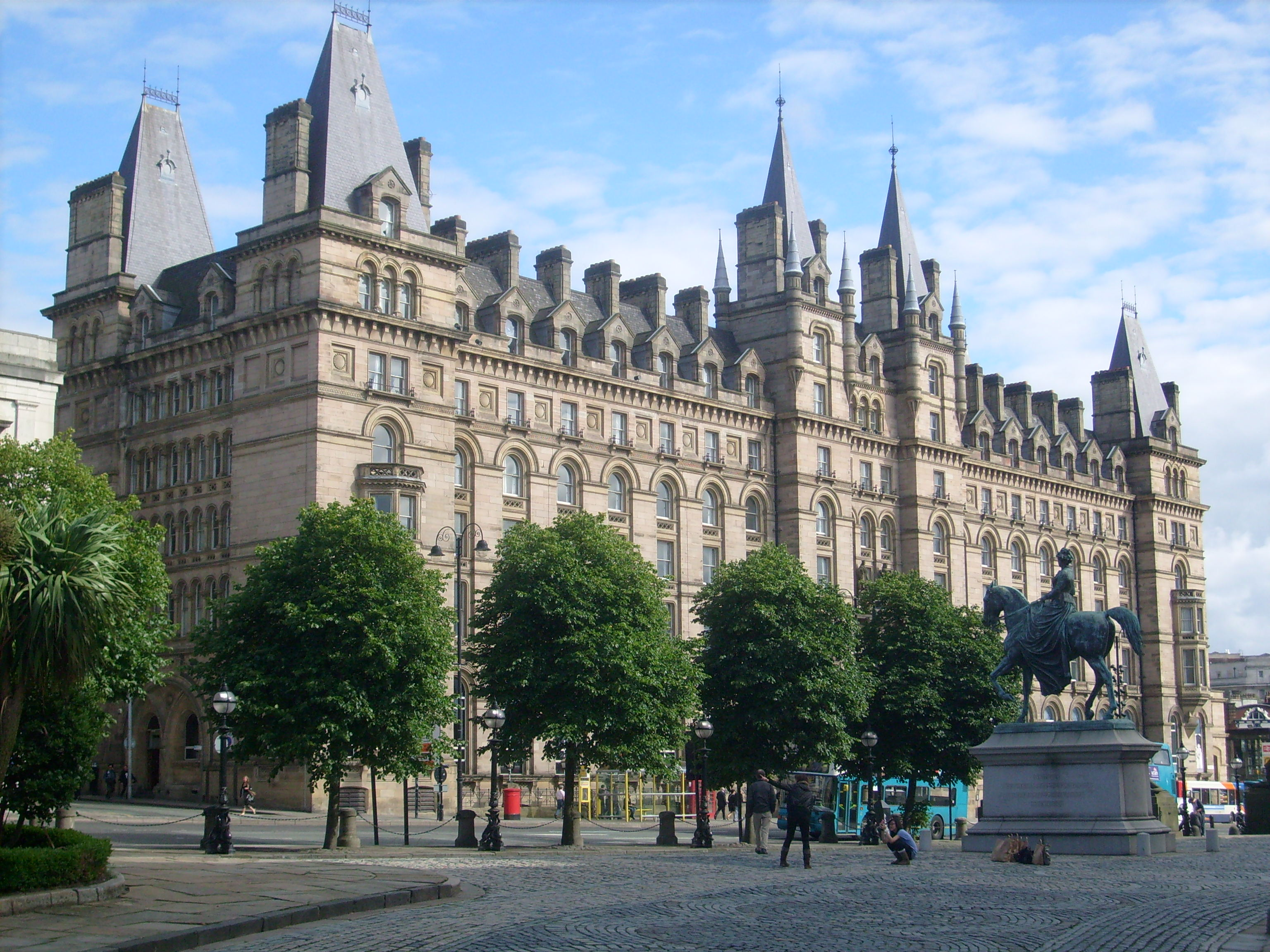
Great North Western Hotel, Liverpool
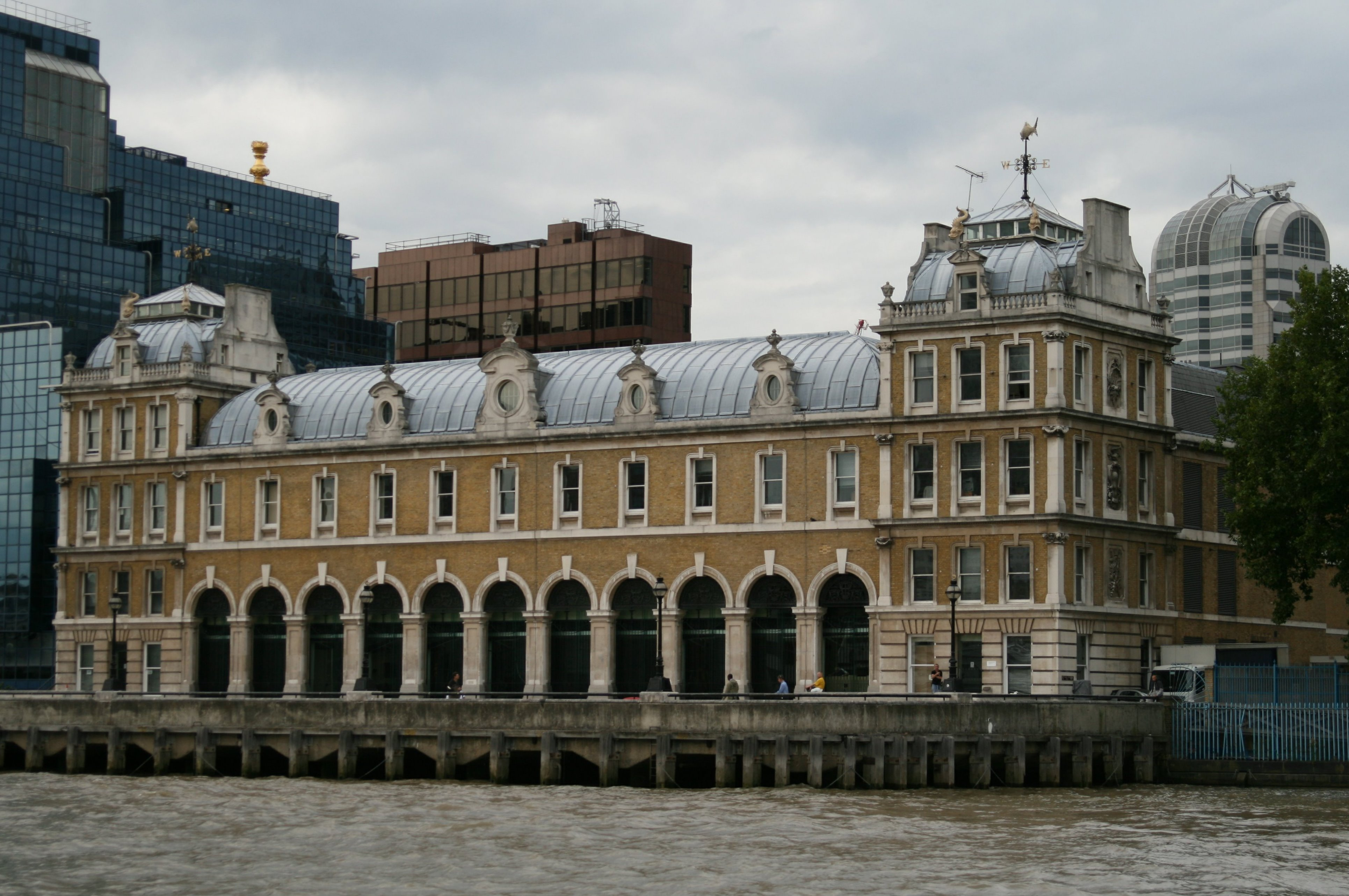
Old Billingsgate Market, Londres

### Estados Unidos

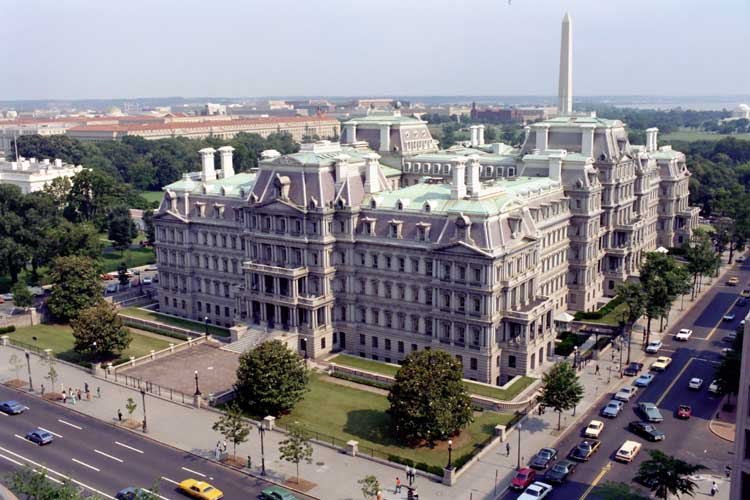
Antiguo Edificio de Estado, Guerra y Marina de Alfred B. Mullett, en Washington, D.C., que se inició durante la administración de Grant y fue construido entre 1871 y 1888.

En Estados Unidos, el estilo Segundo Imperio con frecuencia combina una torre rectangular, o un elemento similar, con una empinada cubierta de mansarda, el vínculo más notable con las raíces francesas del estilo. Este elemento torre tenía la misma altura que el piso más alto, o podía exceder la altura del resto del edificio en una planta o dos. La cresta de la mansarda estaba a menudo cubierta con una cornisa de hierro, a veces conocida como "crestería". En algunos casos, se integraban en el diseño de la crestería los pararrayos, dándole una utilidad más allá de su apariencia decorativa. Aunque todavía intactas en algunos ejemplos, estas cresterías originales a menudo se han deteriorado y se han eliminado. El estilo exterior podía expresarse tanto en madera, ladrillo o piedra. Los ejemplos más elaborados presentaban con frecuencia columnas pareadas, así como detalles esculpidos alrededor de las puertas, ventanas y buhardillas.
Las plantas para residencias de estilo Segundo Imperio podían bien ser simétricas, con la torre (o elementos como la torre) en el centro, o asimétricas, con la torre o similar a un lado. Virginia y Lee McAlester dividen el estilo en cinco subtipos:
- de cubierta de mansarda simple (alrededor del 20%);
- de ala centrada o hastial (con plataformas que sobresalen en cada extremo);
- asimétricas (alrededor del 20%;
- de torre central (que incorpora un reloj) (alrededor del 30%);
- casas de ciudad

El arquitecto H.H. Richardson diseñó algunas de sus primeras residencias en este estilo, «evidencia de su educación francesa»: la Casa Crowninshield (1868), en Boston Massachusetts, la Casa H.H. Richardson (1868), en Staten Island (Nueva York), y la Casa Dorsheimer William (1868) en Búfalo (Nueva York).
Leland M. Roth se refiere al estilo como «barroco Segundo Imperio». Mullett-Smith lo llama «estilo Segundo Imperio o estilo general Grant» debido a su popularidad en el diseño de los edificios del gobierno durante la administración del presidente Grant.
El estilo también fue utilizado para realizar edificaciones comerciales (grandes almacenes, hoteles) y con frecuencia se usó en el diseño de las instituciones estatales. Varios hospitales psiquiátricos demostraron la capacidad de adaptación del estilo a su tamaño y funciones. Antes de la construcción del Pentágono durante la década de 1940, el edificio en estilo Segundo Imperio para el asilo estatal de Ohio para enfermos mentales (Ohio State Asylum for the Insane) en Columbus, Ohio, se consideraba el edificio más grande bajo una misma cubierta en los EE. UU., aunque el título en realidad podría corresponder al Hospital Psiquiátrico Parque Greystone (Greystone Park Psychiatric Hospital), otro asilo del plan Kirkbride en estilo Segundo Imperio.
El estilo Segundo Imperio fue sucedido por el renacer del «estilo Reina Ana» (Queen Anne Style) y sus subestilos, que gozaron de gran popularidad hasta el comienzo de la "Revival Era" en la arquitectura estadounidense, justo antes del fin del siglo XIX, popularizado por la arquitectura de los pabellones en la Exposición Mundial Colombina de Chicago en 1893. 

#### Edificios destacados en Estados Unidos
- Edificio Security (1926), Miami, Florida (la residencia Gulec); Robert Greenfield, arquitecto.
- Viejo Ayuntamiento de Boston (1862–1865), Boston; Bryant and Gilman, arquitectos.
- Terrace Hill (1866–1869), Des Moines (State of Iowa governor's residence); William W. Boyington, arquitecto.
- Alexander Ramsey House (1868), Saint Paul; Sheire and Summers, arquitectos.
- St. Ignatius College Prep (1869), Chicago; Toussaint Menard, arquitecto.
- Casa Heck-Andrews (1869–1870), Raleigh; George S. H. Appleget, arquitecto.
- Casa Gilsey (1869-1871), Nueva York; Stephen Decatur Hatch, arquitecto.
- Ayuntamiento de Baltimore (1869–1875), Baltimore; George A. Frederick, arquitecto.
- Oficina de Correos y Palacio de Justicia del Ayuntamiento (1869–1880), Nueva York; Alfred B. Mullett, arquitecto.
- Grand Union Hotel (1870), Saratoga Springs.
- Hall of Languages, Syracuse University (1871-73), Syracuse; Horatio Nelson White, arquitecto
- Atlanta Union Station (1871), Atlanta; Max Corput, arquitecto.
- Reitz Home (1871), Evansville.
- Edificio de la Oficina Ejecutiva Eisenhower (1871–1888), Washington D. C.; Alfred B. Mullett, arquitecto.
- Galería Renwick, Smithsonian Institution (1859-1873), Washington D. C.; James Renwick Jr., arquitecto.
- Ayuntamiento de Filadelfia (1871–1901), Filadelfia; John McArthur, Jr., arquitecto.
- South Hall (1873), Universidad de California en Berkeley; Farquharson and Kenitzer, arquitectos.
- United States Customhouse and Post Office (1873–84), San Luis; Alfred B. Mullett, arquitecto.
- Woodburn Hall (1874–6), Morgantown; añadisos de Elmer F. Jacobs, arquitecto.
- Mansion George W. Fulton (1874–1877), Rockport.
- Central Hall on the Hillsdale College Campus (1875), Hillsdale.
- Providence City Hall (1878), Providence; Samuel J. F. Thayer, arquitecto.
- Spring Hill Ranch House (1881), Tallgrass Prairie National Preserve, Strong City, Kansas.
- United States Post Office (1884–8), Hannibal; Mifflin E. Bell, arquitecto.
- Vigo County Courthouse (1884–1888), Terre Haute; Samuel Hannaford, arquitecto.
- Caldwell County Courthouse (1894), Lockhart; Giles y Guidon, arquitectos.
- Grand Opera House (1871), Wilmington; Thomas Dixon, arquitecto.
- Knowlton Hat Factory (1872), Upton; arquitecto desconocido.
- Mitchell Building (1876) and adjacent Chamber of Commerce (1879), Wisconsin, E. Townsend Mix, arquitecto.
- Old Main (1879), Universidad de Arkansas, Fayetteville (Arkansas); John Mills Van Osdel, arquitecto.
- 18 Conger Avenue (1885), Haverstraw; arquitecto desconocido. Fue la inspiración para el cuadro de Edward Hopper de 1925 House by the Railroad[5]

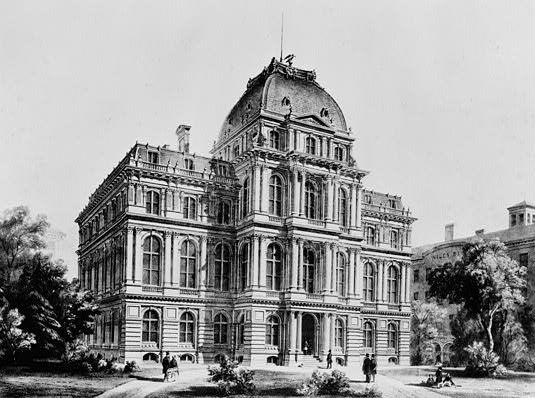
Old City Hall, Boston, Massachusetts
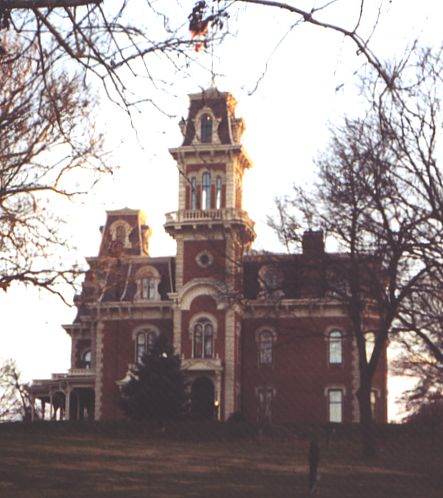
Terrace Hill, Des Moines, Iowa
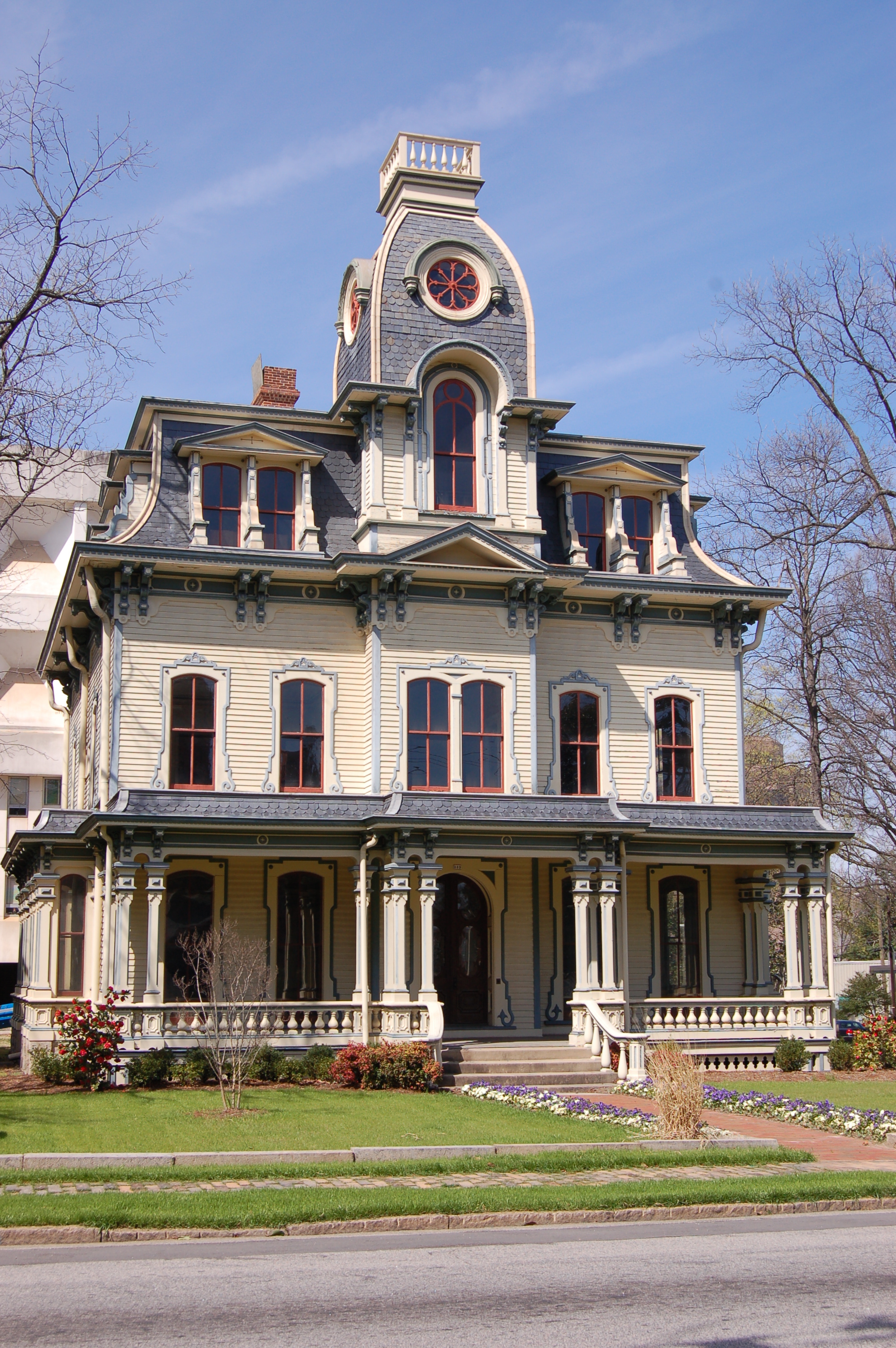
Heck-Andrews House, Raleigh, North Carolina
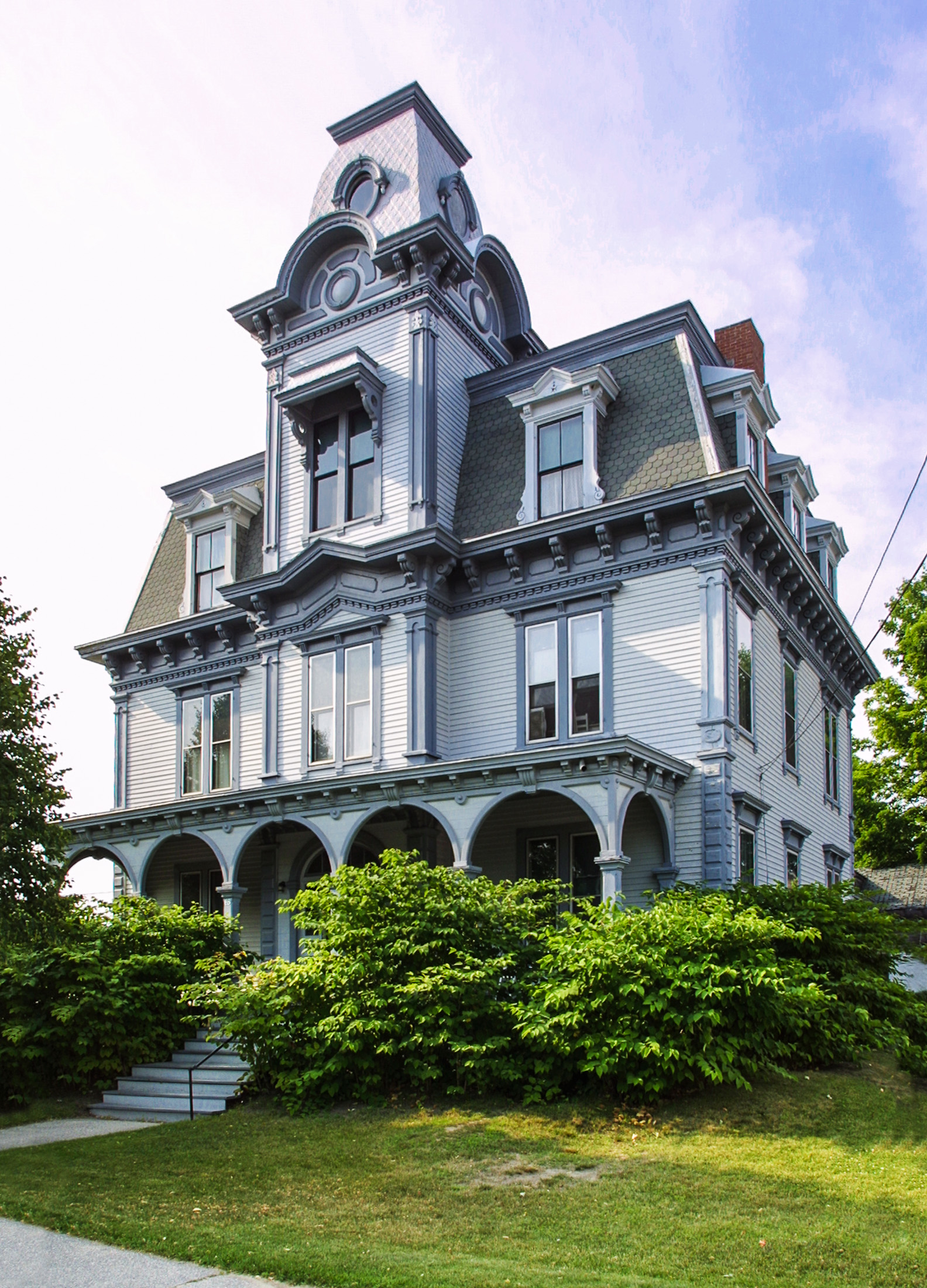
Charles A. Jordan House, Auburn, Maine
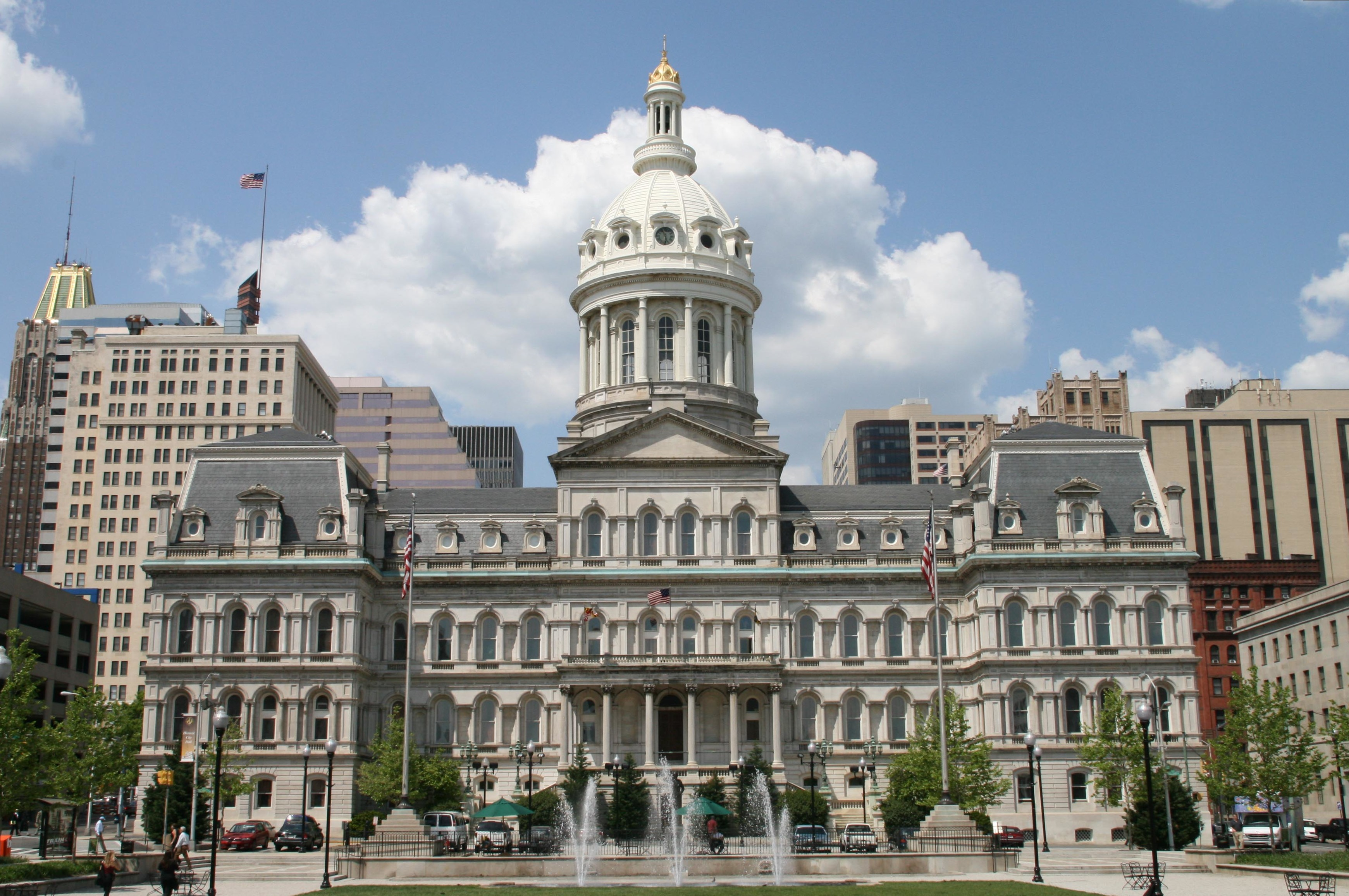
Ayuntamiento de Baltimore, Maryland
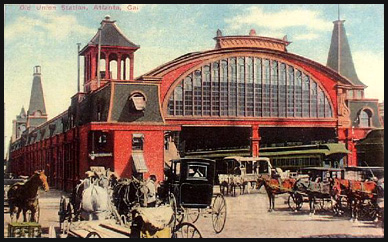
Atlanta's 1871 Union Station, Atlanta, Georgia (demolido en 1930)
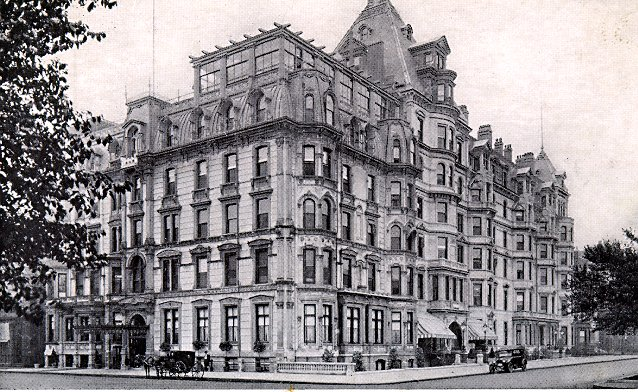
Hotel Vendome, Boston, Massachusetts (destruido por el fuego en 1972)
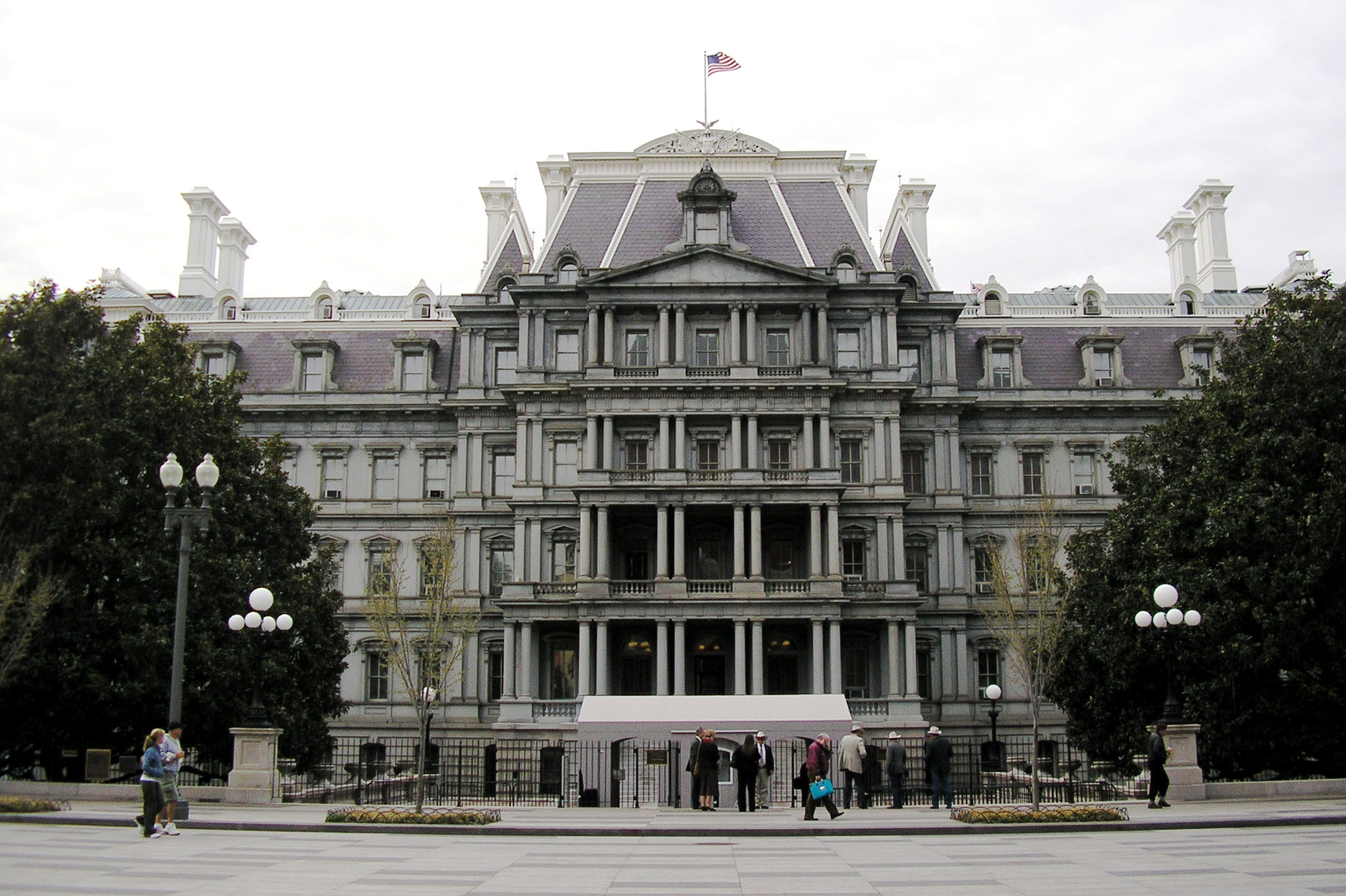
Edificio de la Oficina Ejecutiva Eisenhower, Washington, D.C.
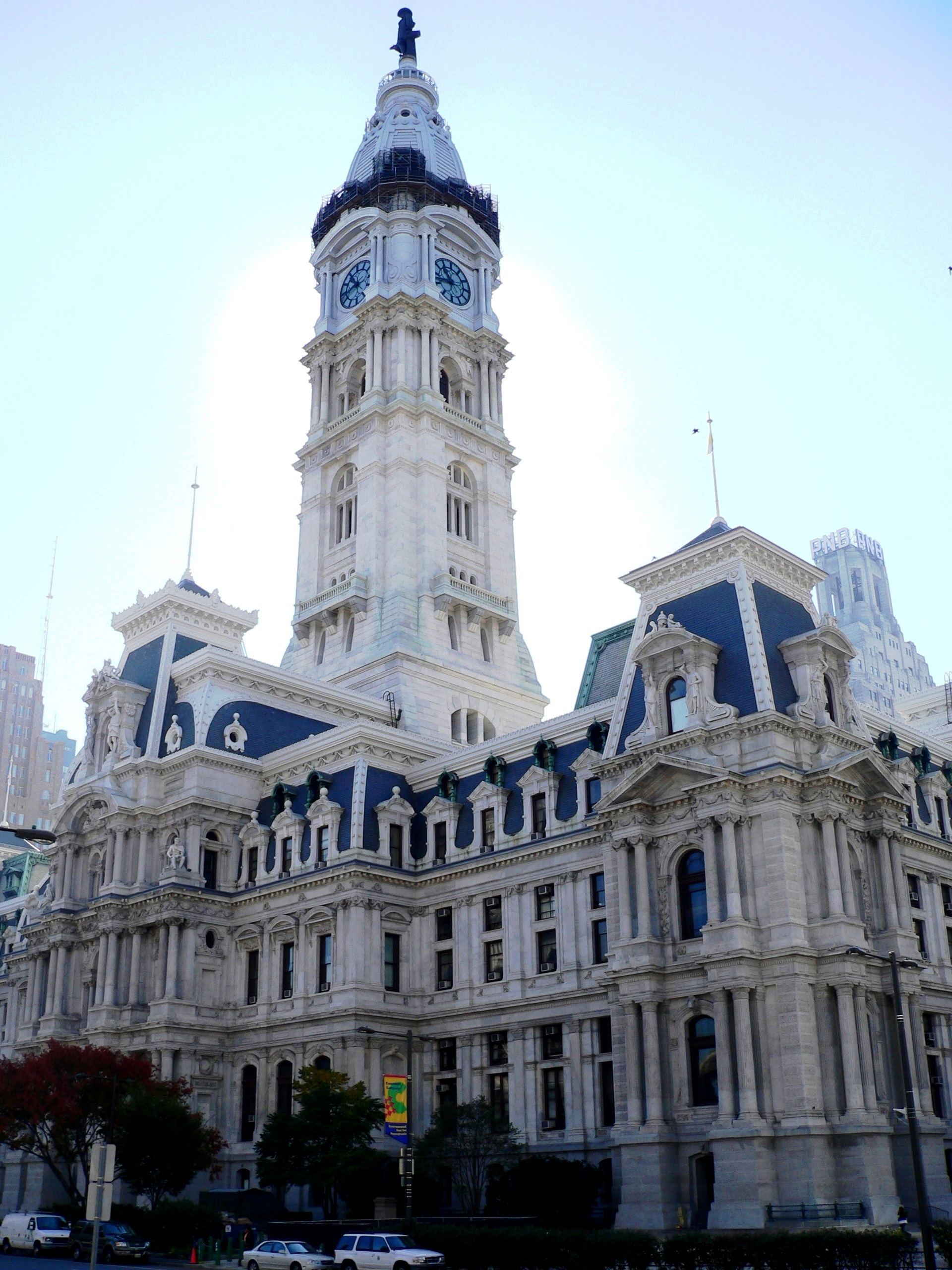
Ayuntamiento de Filadelfia, Filadelfia, Pennsylvania
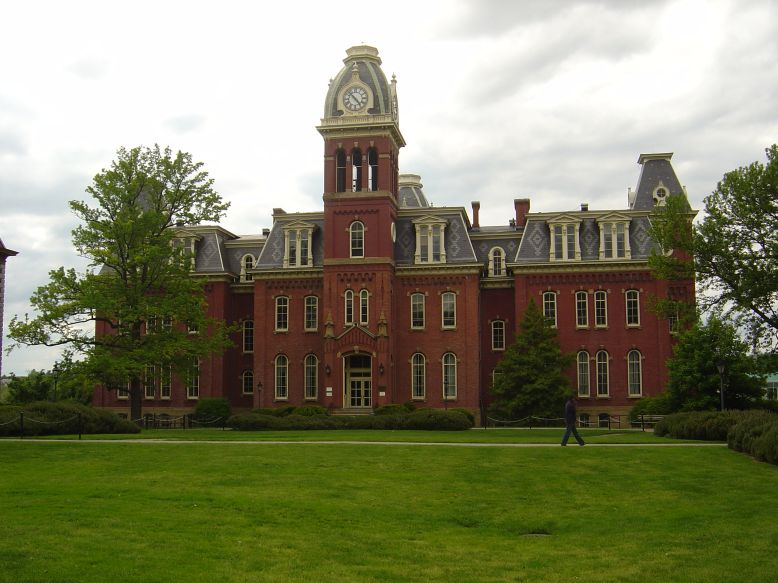
Woodburn Hall, Morgantown, West Virginia
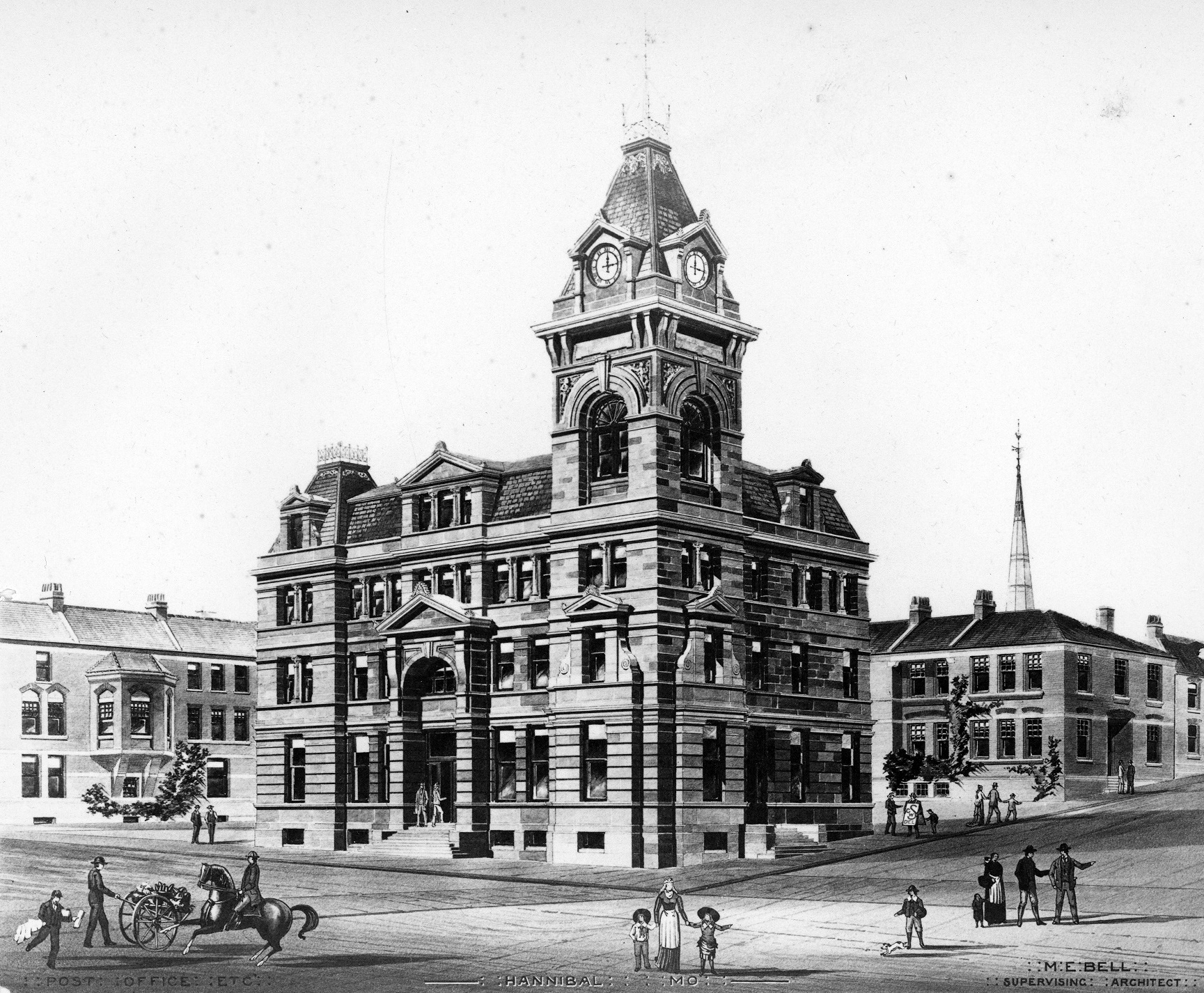
U.S. Post Office, Hannibal, Missouri
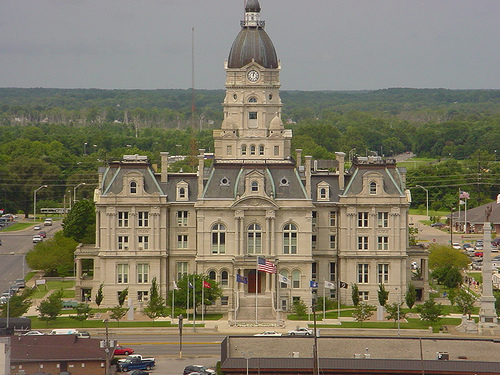
Vigo County Courthouse, Terre Haute, Indiana
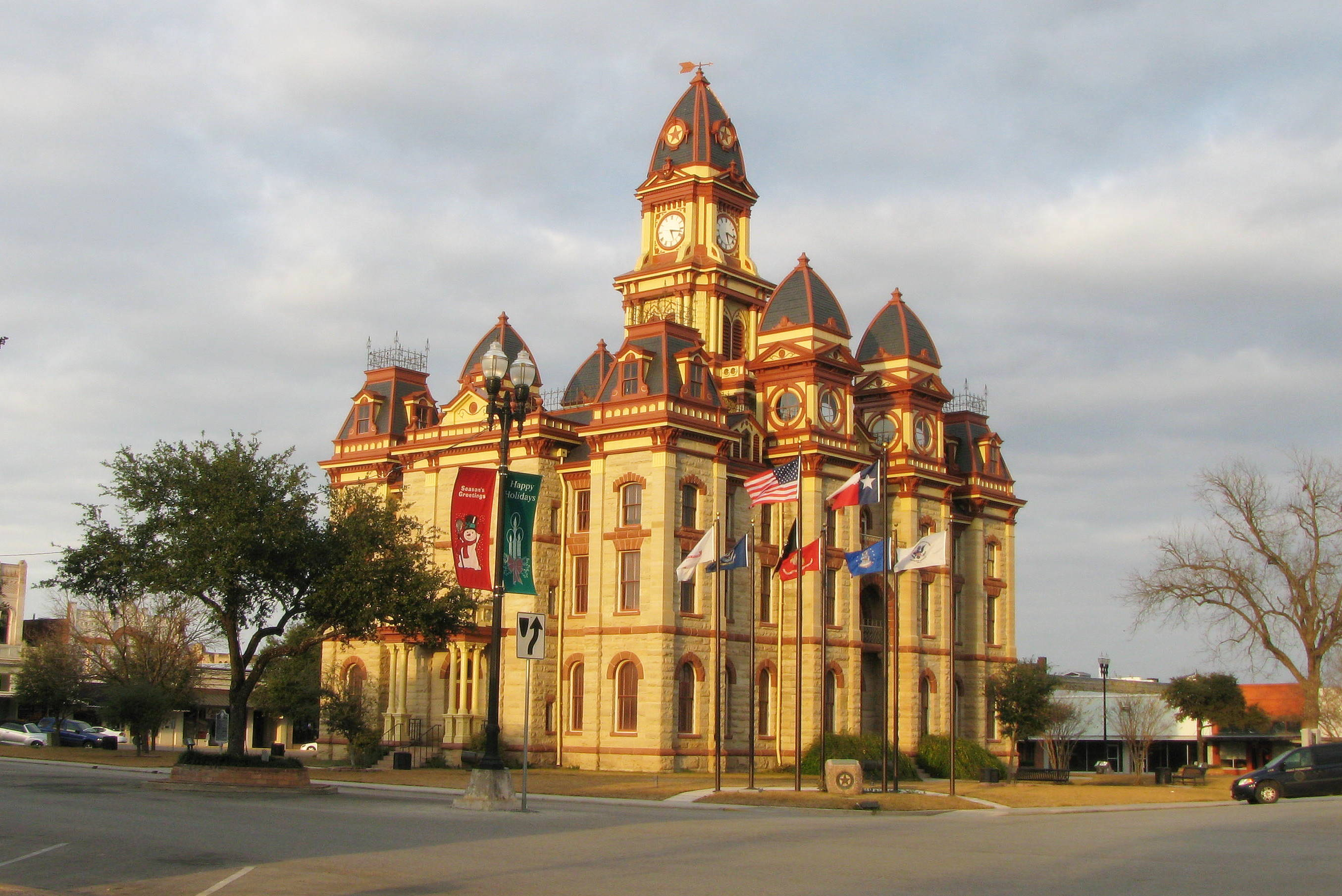
Caldwell County Courthouse, Lockhart, Texas
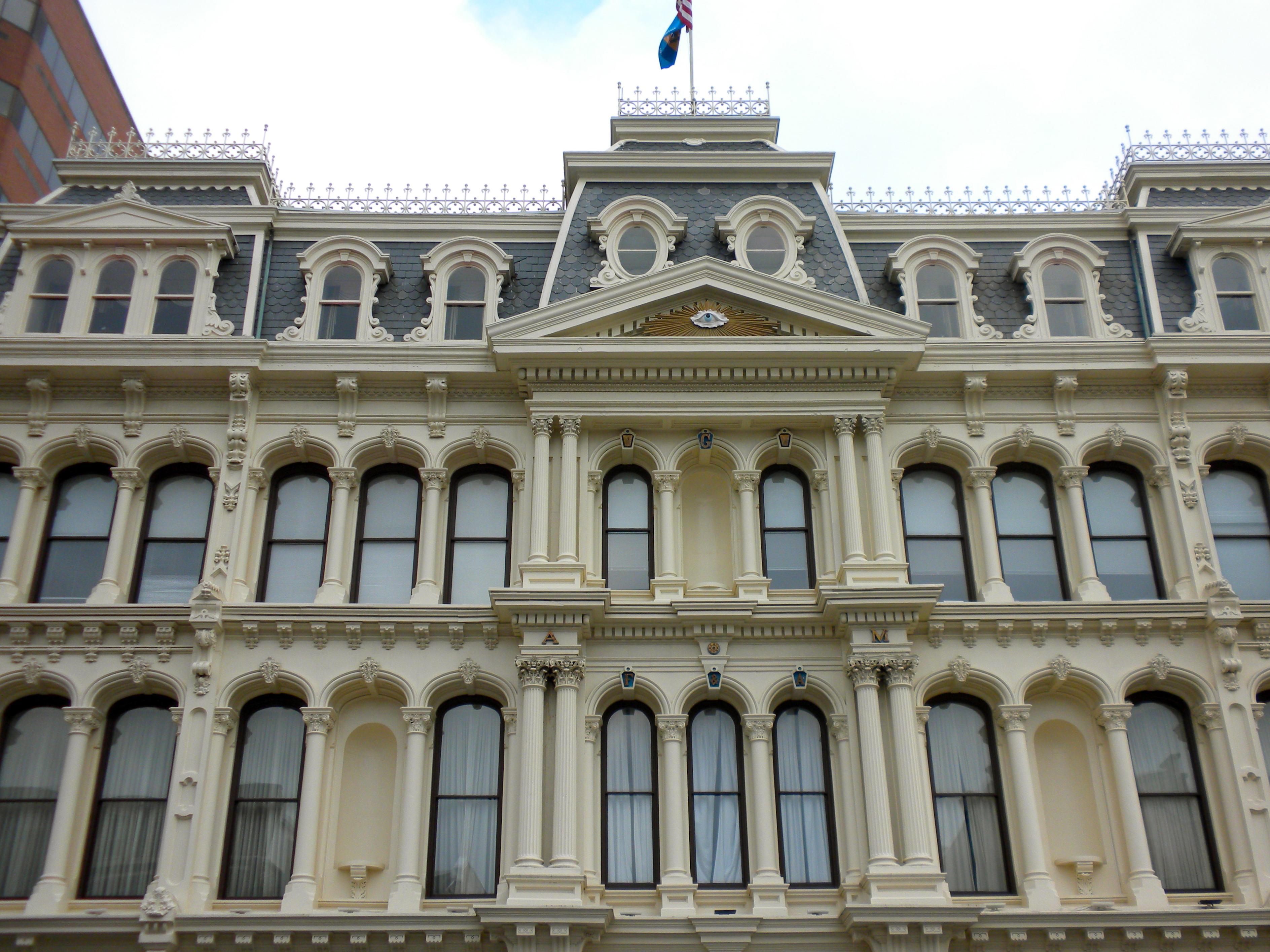
Grand Opera House, Wilmington, Delaware
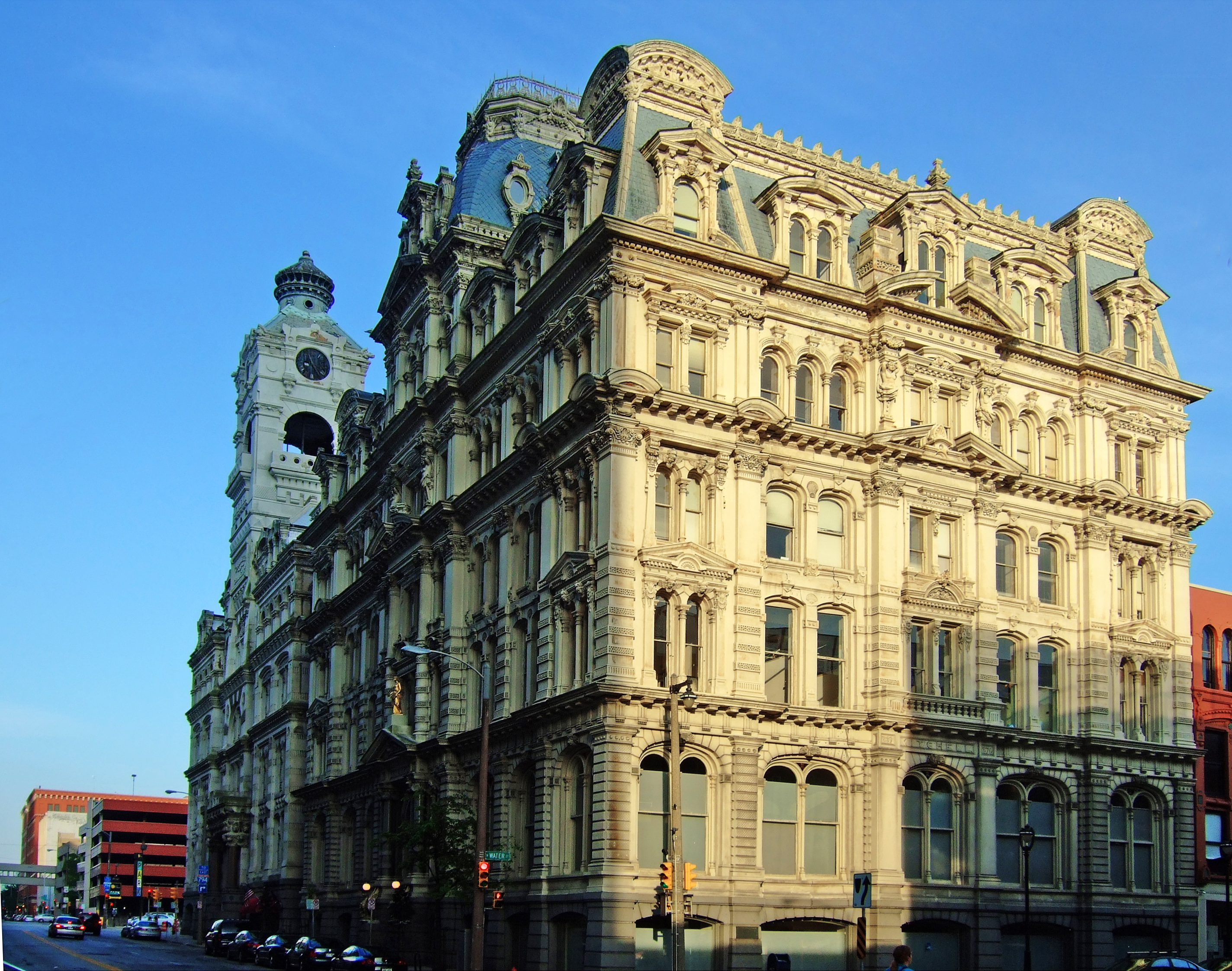
Mitchell Building + Chamber of Commerce, Milwaukee, Wisconsin
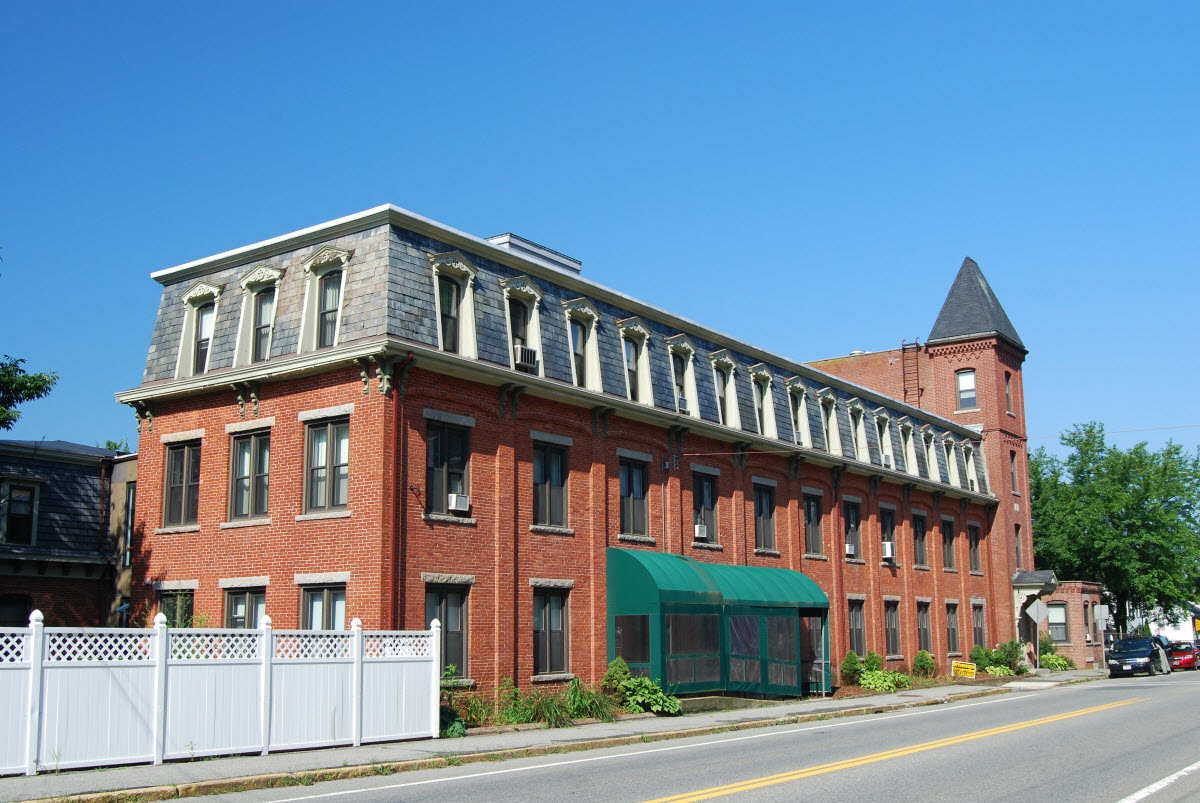
Knowlton Hat Factory, Upton, Massachusetts

### Canadá
En Canada, el Segundo Imperio se convirtió en la elección favorita del gobierno del Dominio durante las décadas de 1870 y 1880 para numerosos edificios públicos en la capital y las provincias siguieron el ejemplo.
- Ayuntamiento de Montreal (1872–8), Montreal; Perrault y Hutchison, arquitectos.
- General Post Office (1873, demolido en 1958), Toronto; Henry Langley,arquitecto.
- Windsor Hotel (1875–8), Montreal.
- Saint John City Market (1876), Saint John; McKean y Fairweather, arquitectos.
- Edificio del Parlamento de Quebec (1877–86), Quebec; Eugène-Étienne Taché, arquitecto.
- Mackenzie Building (1878), Royal Military College of Canada, Kingston; Robert Gage, arquitecto.
- Edificio Legislativo de Nuevo Brunswick (1882), Fredericton; J.C. Dumaresq, arquitecto.
- Government House (1883), Winnipeg.
- Langevin Block (1884–9), Ottawa; Thomas Fuller, arquitecto.

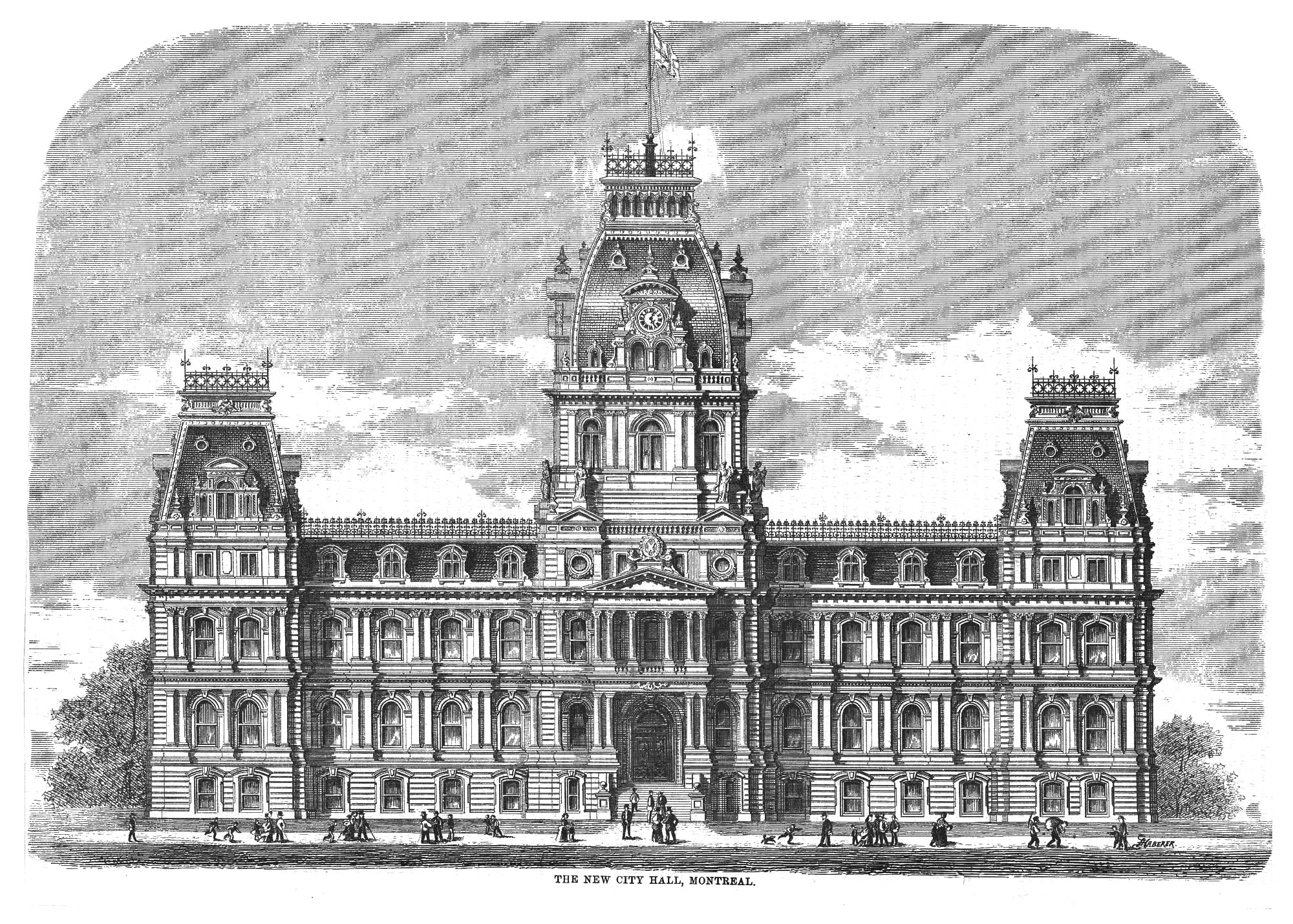
Ayuntamiento de Montreal  (diseño original). Reconstruido después del incendio de 1922 en estilo Beaux-Arts
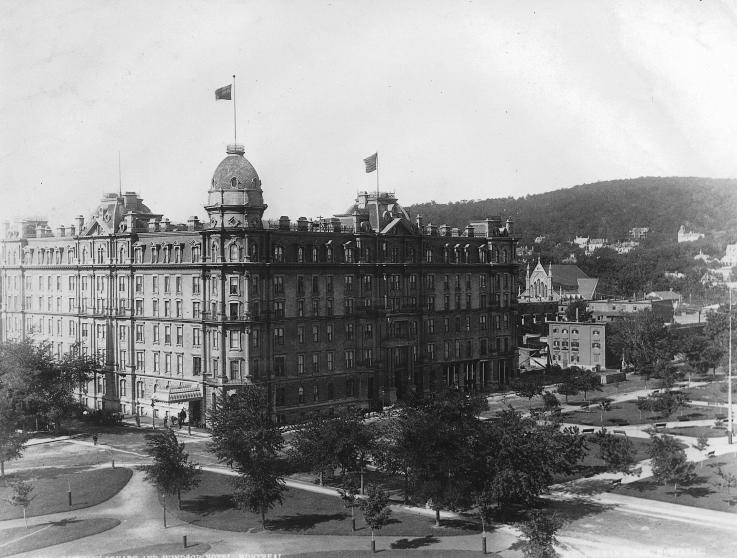
Windsor Hotel, Montreal, Quebec
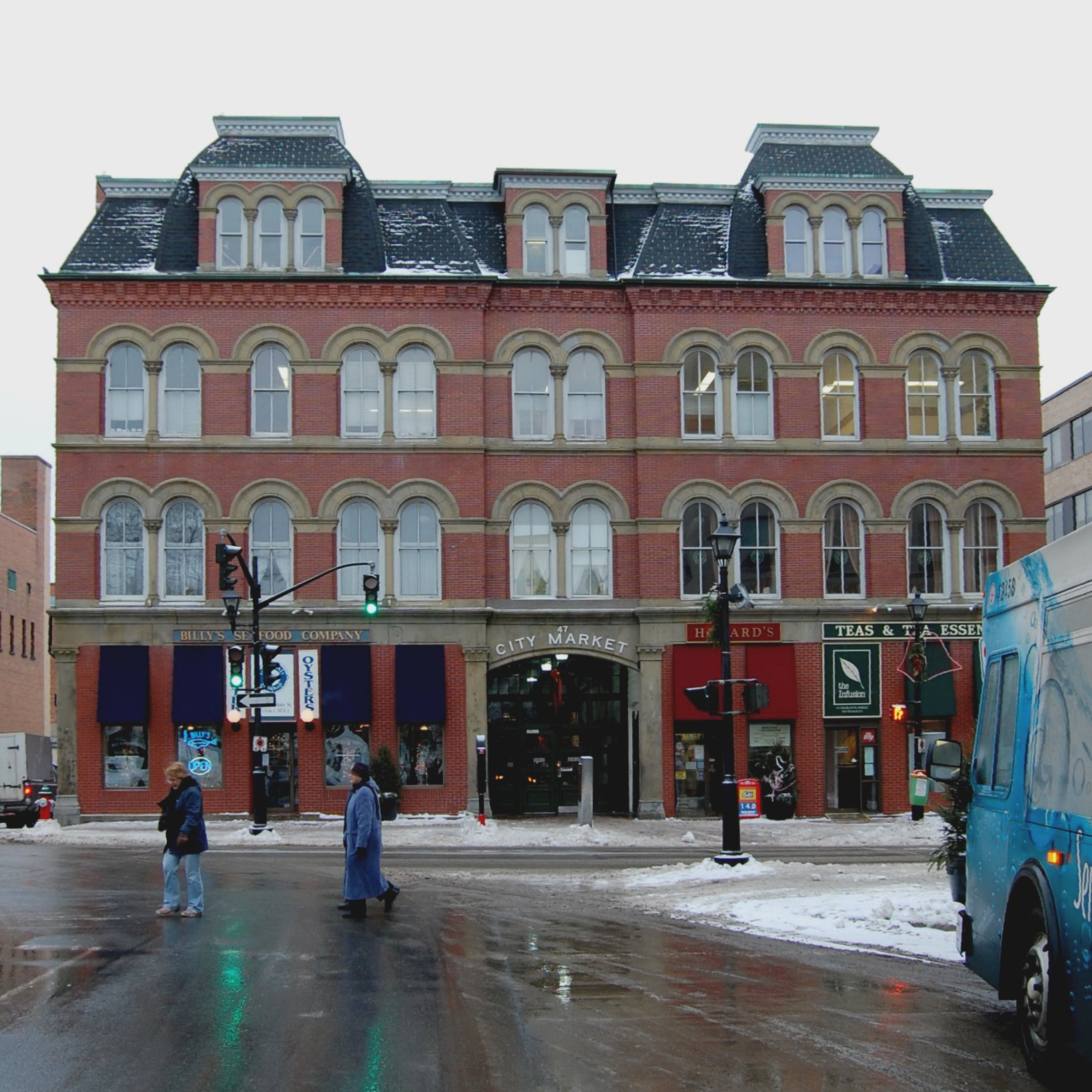
Saint John City Market, Saint John, New Brunswick
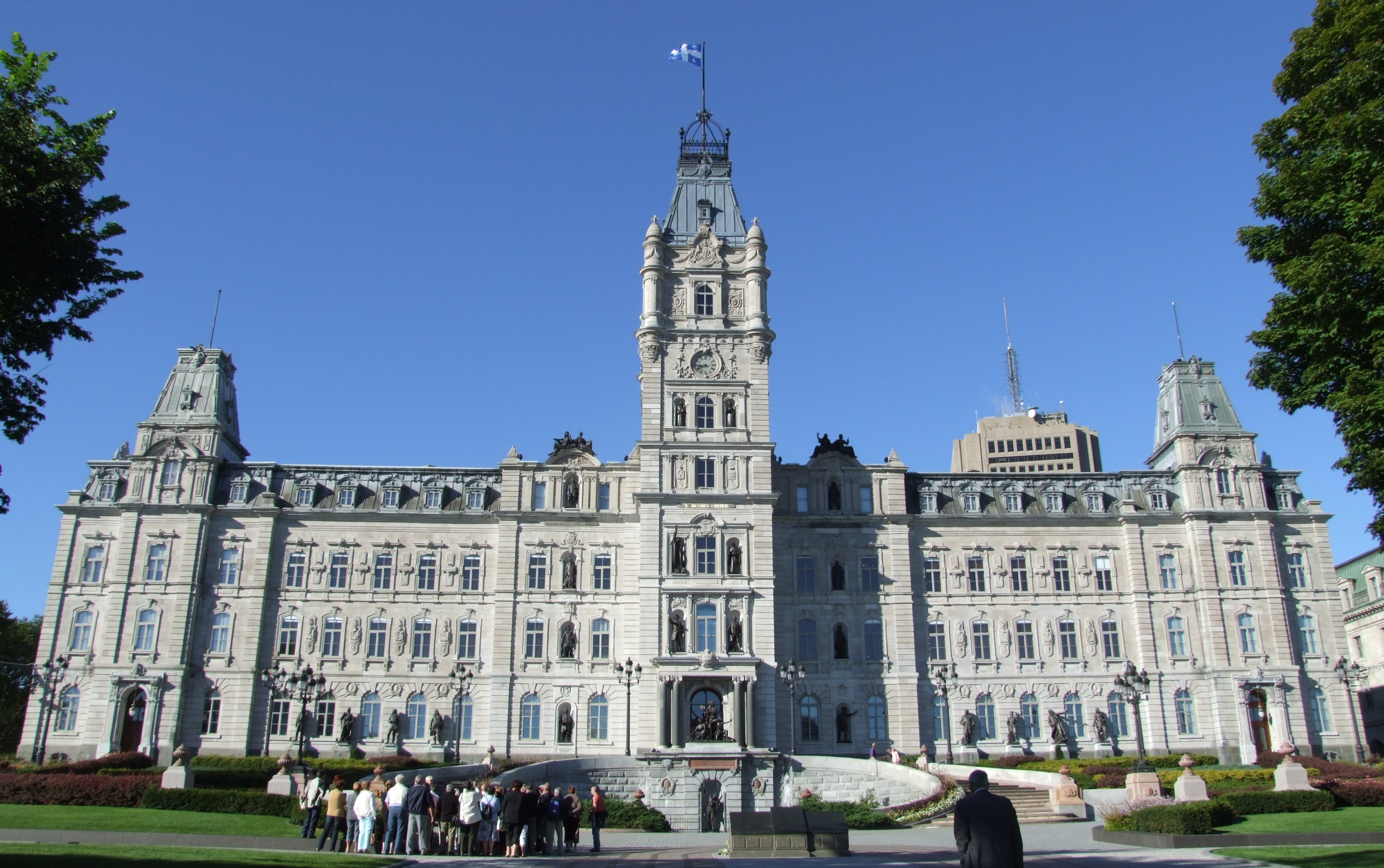
Parliament Building, Quebec City, Quebec
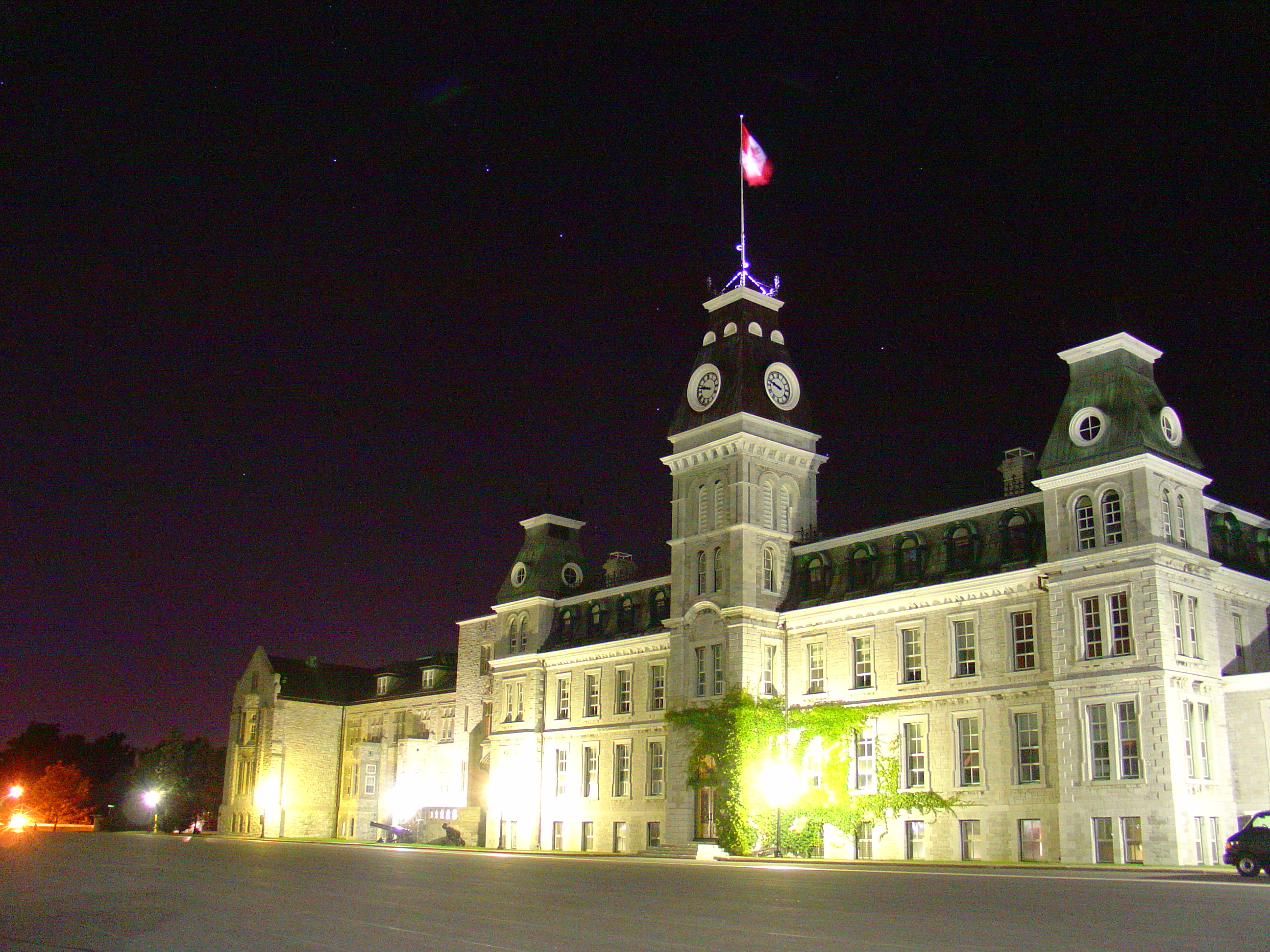
Mackenzie Building, Royal Military College of Canada, Kingston, Ontario
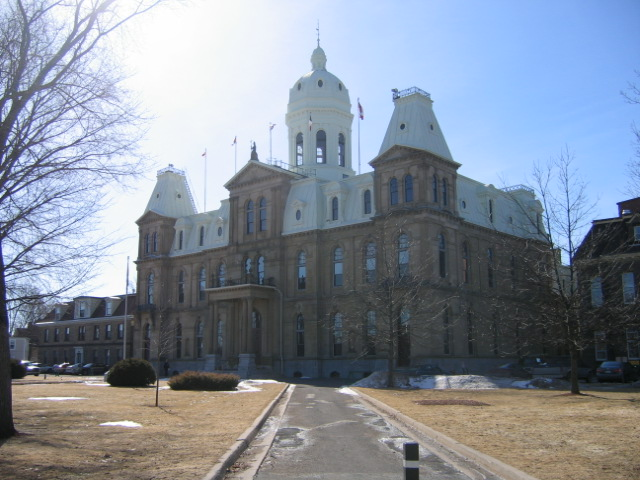
New Brunswick Legislative Building, Fredericton, New Brunswick
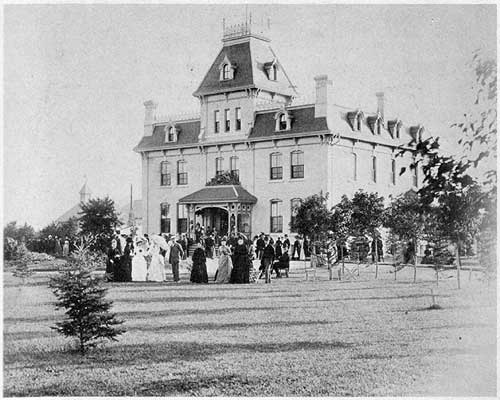
Government House, Winnipeg, Manitoba
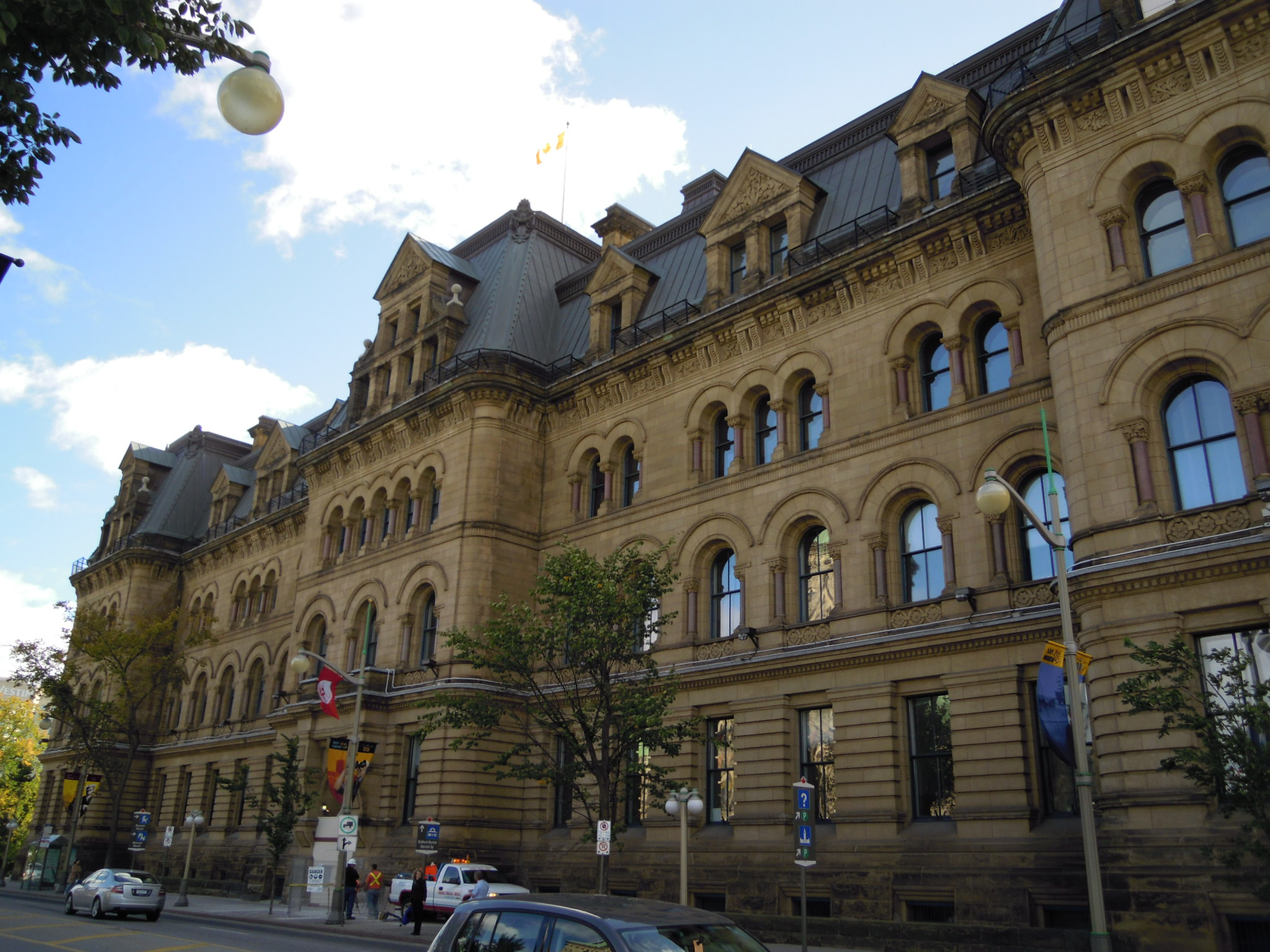
Langevin Block, Ottawa, Ontario

### Australia
En Australia, y especialmente en Melbourne, este estilo fue especialmente popular en los años 1880. Muchos grandes edificios todavía existen, particularmente en Melbourne (Melbourne's town halls).
- Bendigo Town Hall (1859), Bendigo.
- Melbourne General Post Office (1859–87), Melbourne; A.E. Johnson, arquitecto.
- Kew Asylum, también conocido como Willsmere (1864–71), Kew.
- Parliament House (1865–8), Brisbane; Charles Tiffin, arquitecto.
- Ayuntamiento de Sídney (1868–89), Sídney; J.H. Willson, arquitecto.
- South Melbourne Town Hall (1879–80), Melbourne; Charles Webb, arquitecto.
- Palacio Real de Exposiciones (1880), Melbourne; Joseph Reed, arquitecto.
- Bathurst Hospital (1880), Bathurst; William Boles, arquitecto.
- Bendigo Post Office (1883–7), Bendigo; George W. Watson, arquitecto.
- Bendigo Court House (1892-1896), Bendigo;
- Hotel Windsor (1884), Melbourne; Charles Webb, arquitecto.
- Collingwood Town Hall (1885–90), Melbourne; George R. Johnson, arquitecto.
- Princess Theatre (1886), Melbourne; William Pitt, arquitecto.
- Chief Secretary’s Building (1890–5), Sídney; añadidos en estilo Segundo Imperio por Walter L. Vernon, arquitecto.
- Shamrock Hotel (1897), Bendigo; Phillip Kennedy, arquitecto.
- Former Records Office (1900–4), Melbourne; ¡Brindley, arquitecto.

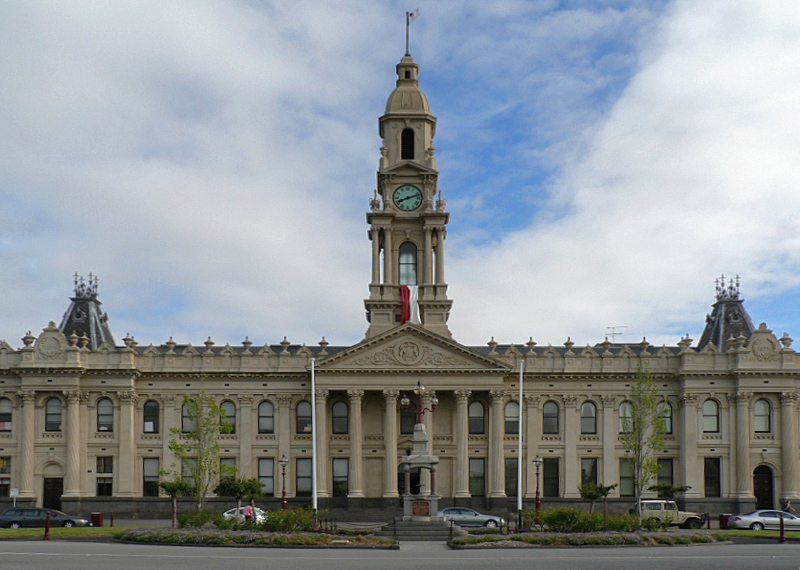
South Melbourne Town Hall, Melbourne, Victoria
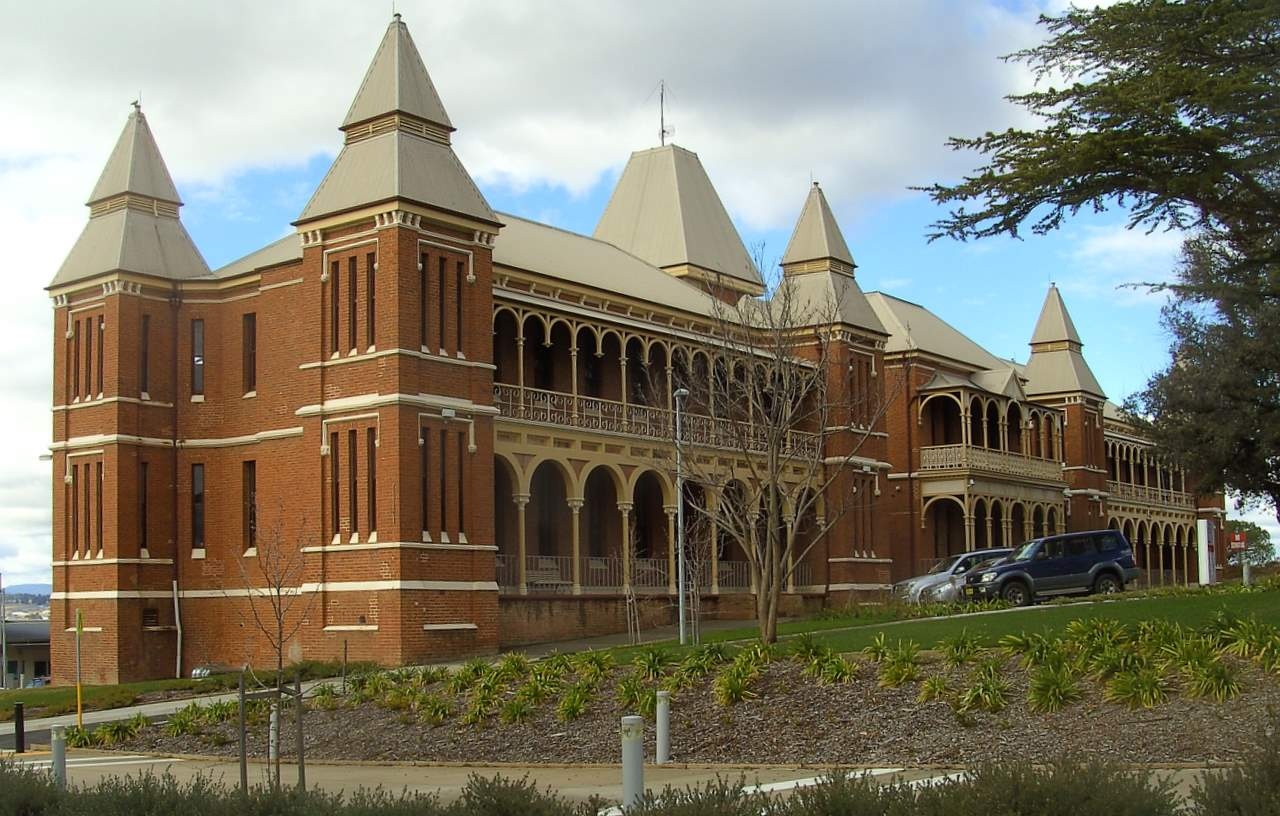
Bathurst Hospital, Bathurst, New South Wales
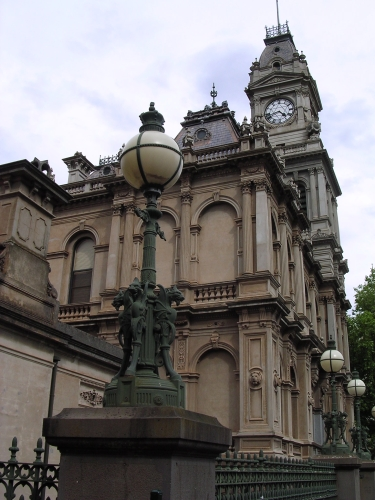
Bendigo Post Office, Bendigo, Victoria
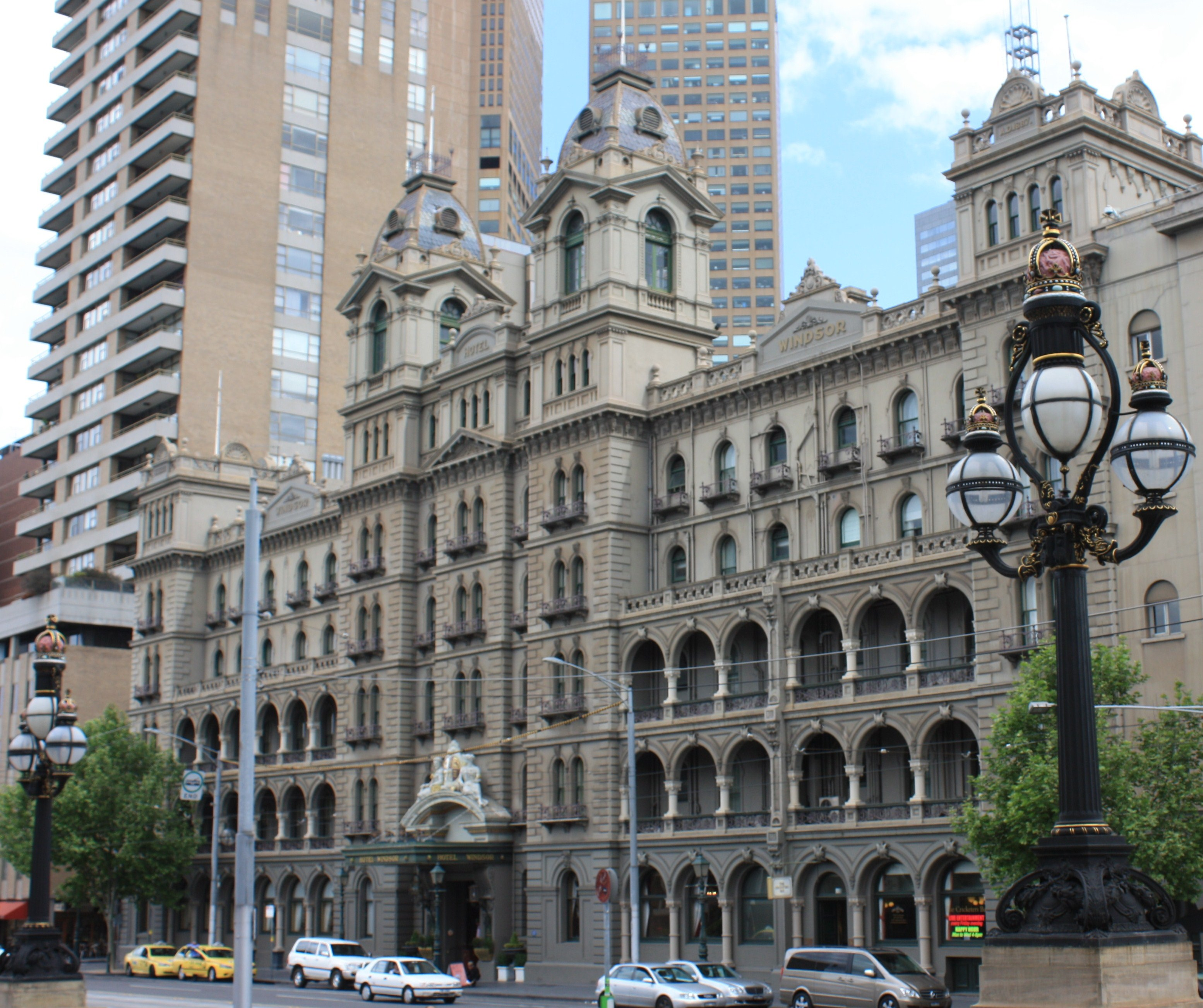
Hotel Windsor, Melbourne, Victoria
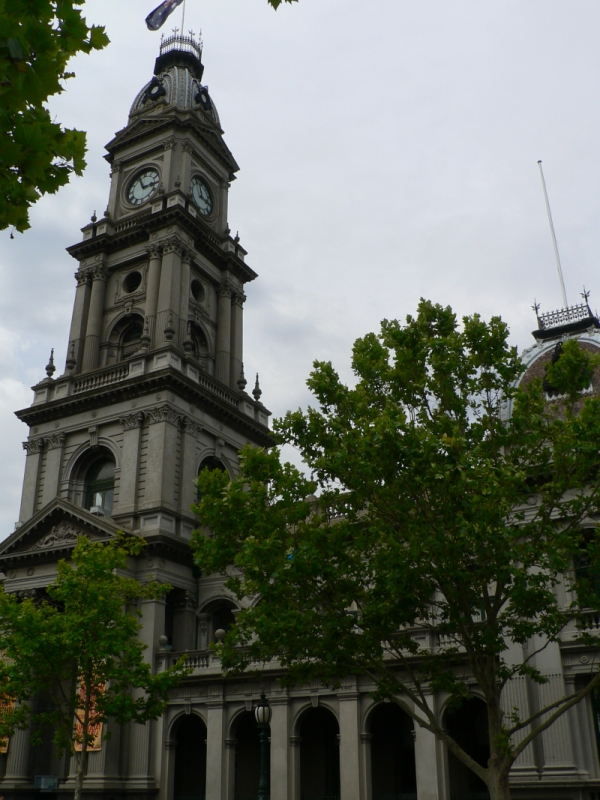
Collingwood Town Hall, Melbourne, Victoria
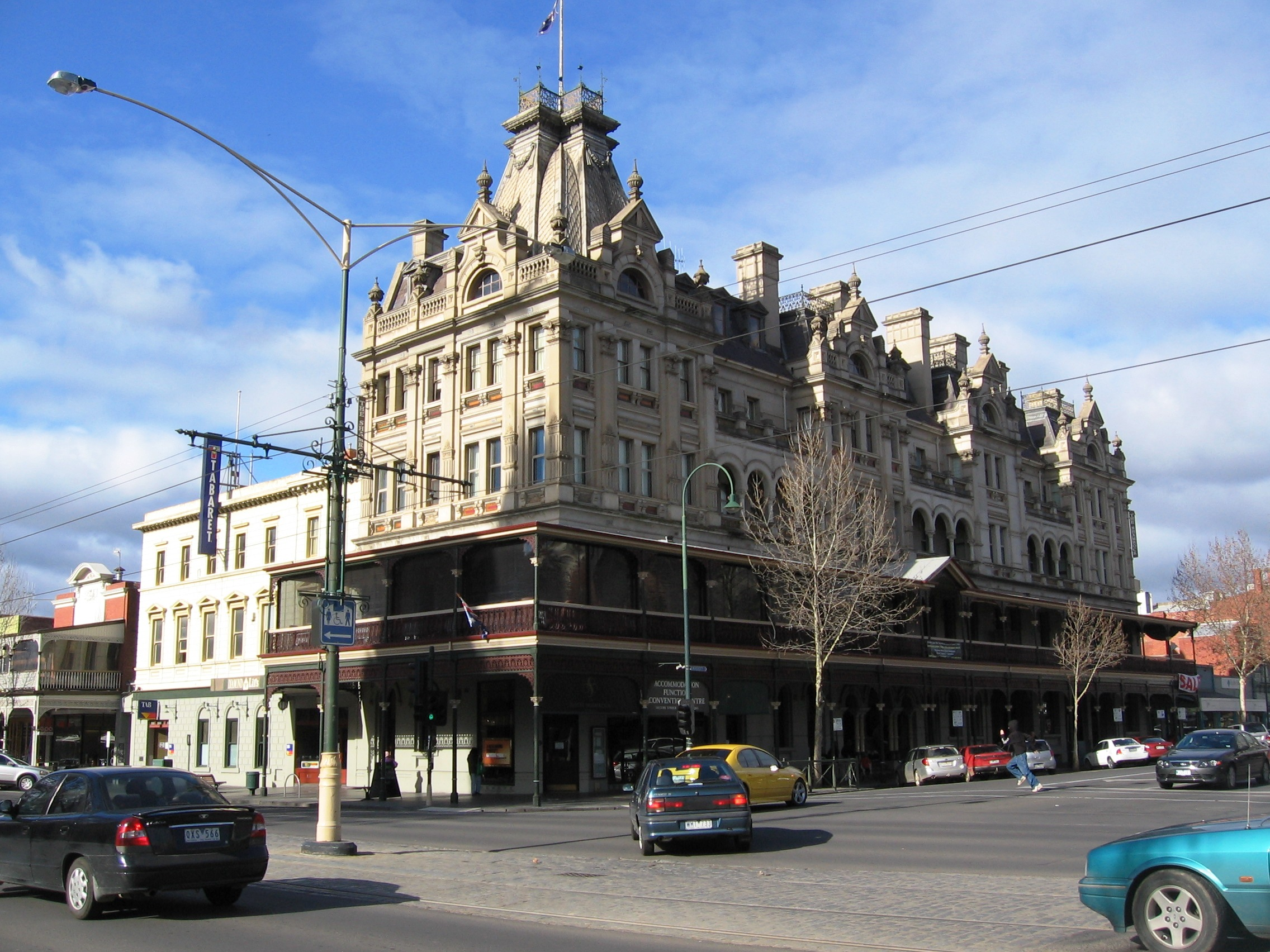
Shamrock Hotel, Bendigo, Victoria
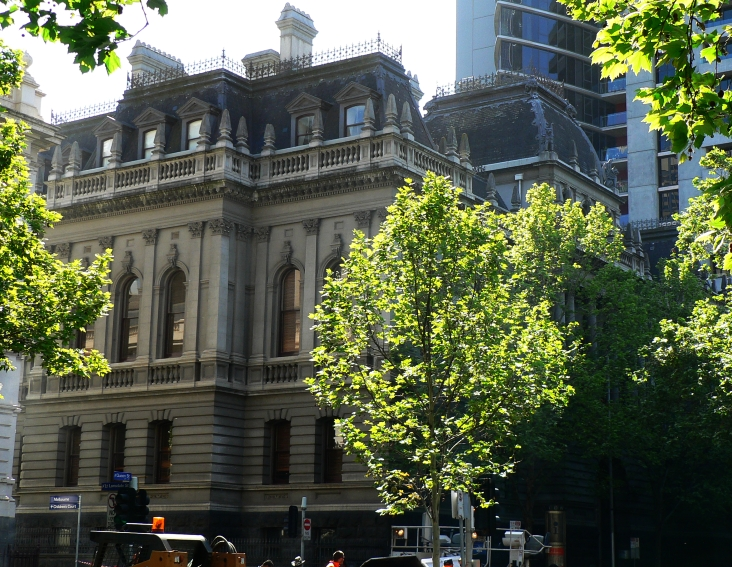
Former Records Office, Melbourne, Victoria

### Otros países
- Bolsa de Bruselas (1868-1873), Bruselas, Bélgica; Léon Suys, arquitecto.
- Correo Central (1909-28), Buenos Aires, Argentina; Maillart and Spolsky, arquitectos.
- Palacio Beylerbeyi (1861-1865), Estambul; Hagop y Sarkis Balyan, arquitectos.
- Palacio Cousiño (1870-1878), Santiago, Chile; Paul Lathoud, arquitecto.

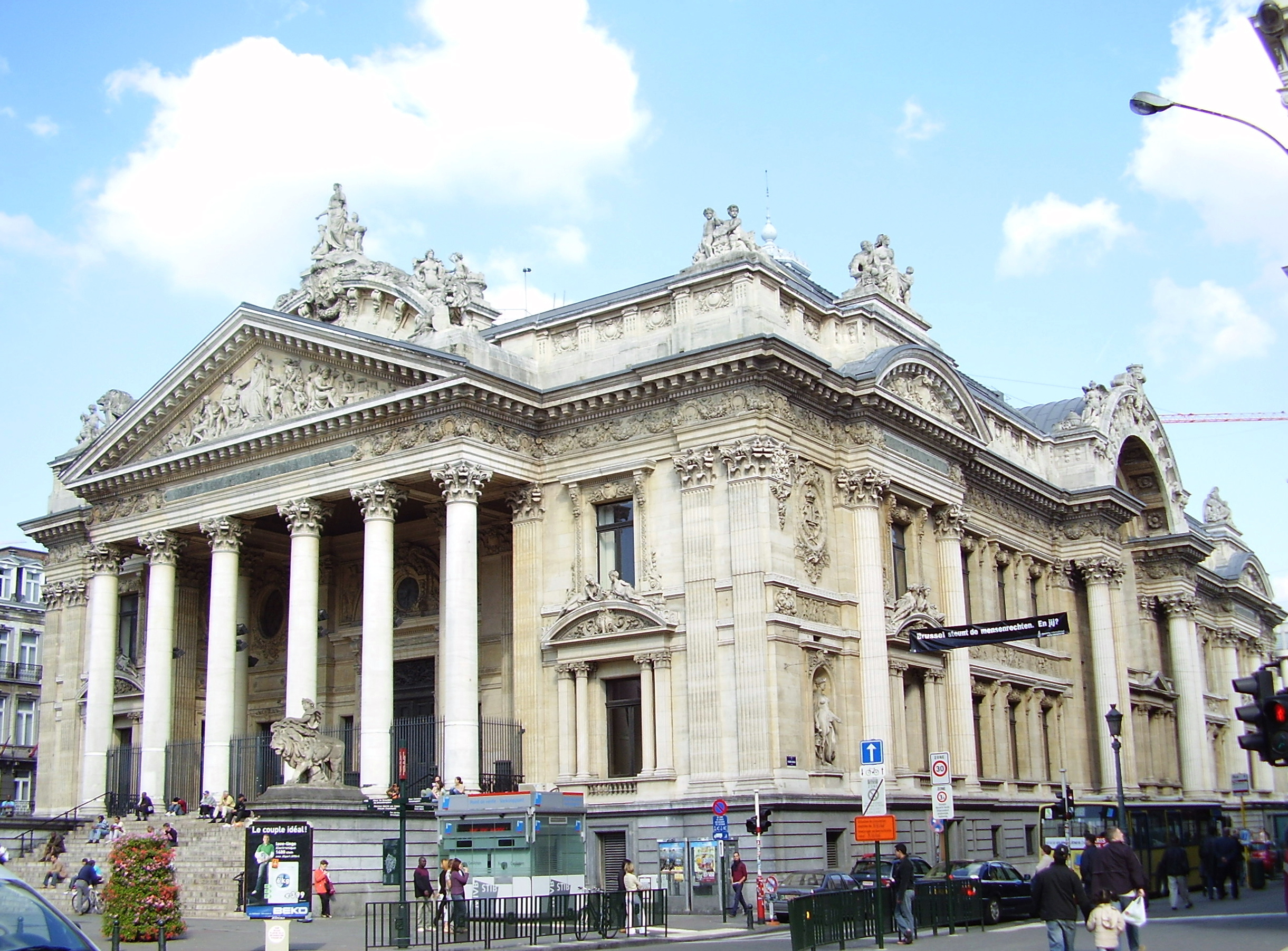
Bolsa de Bruselas
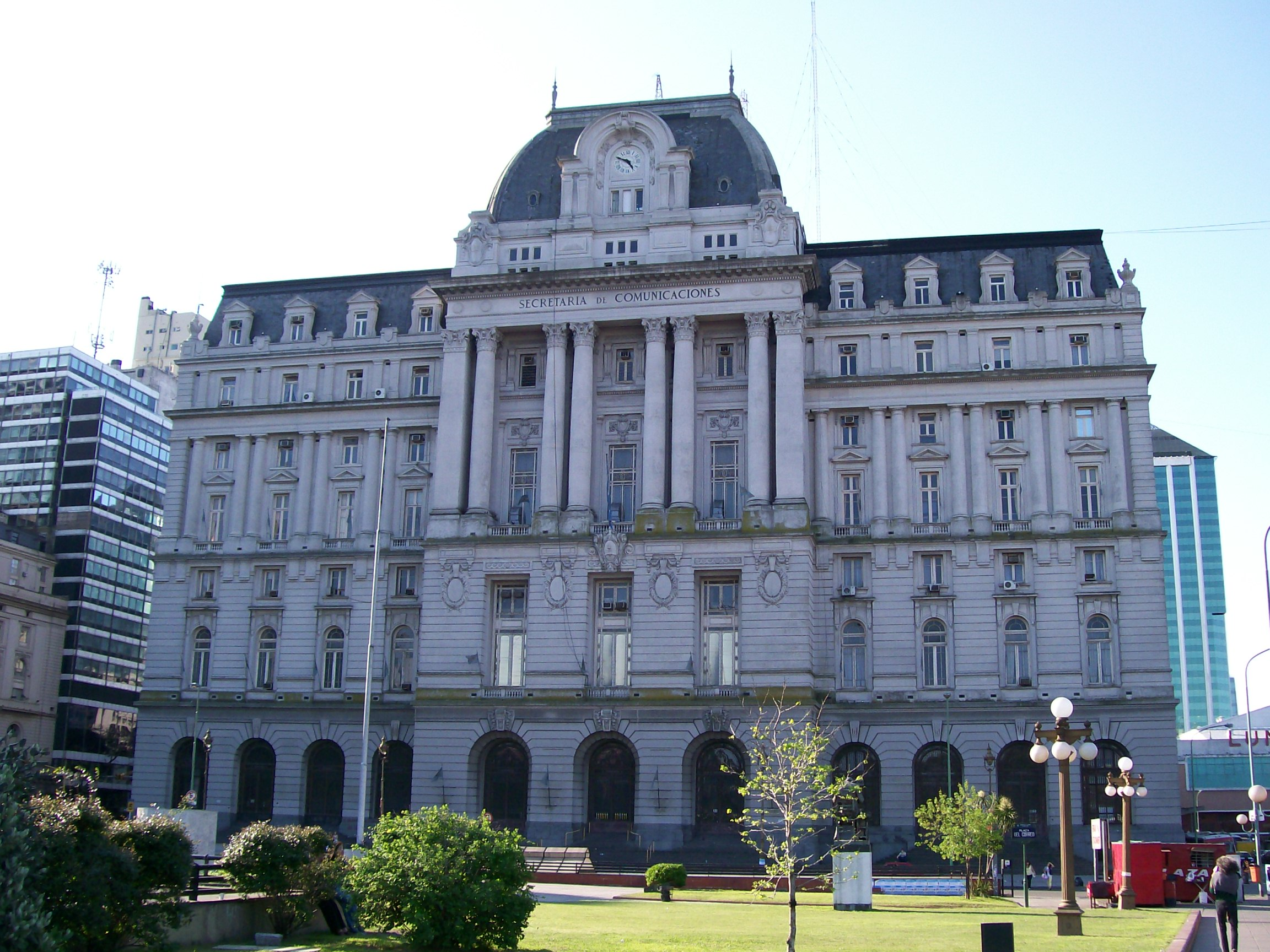
Centro Cultural Kirchner (antiguo Correo Central), Buenos Aires
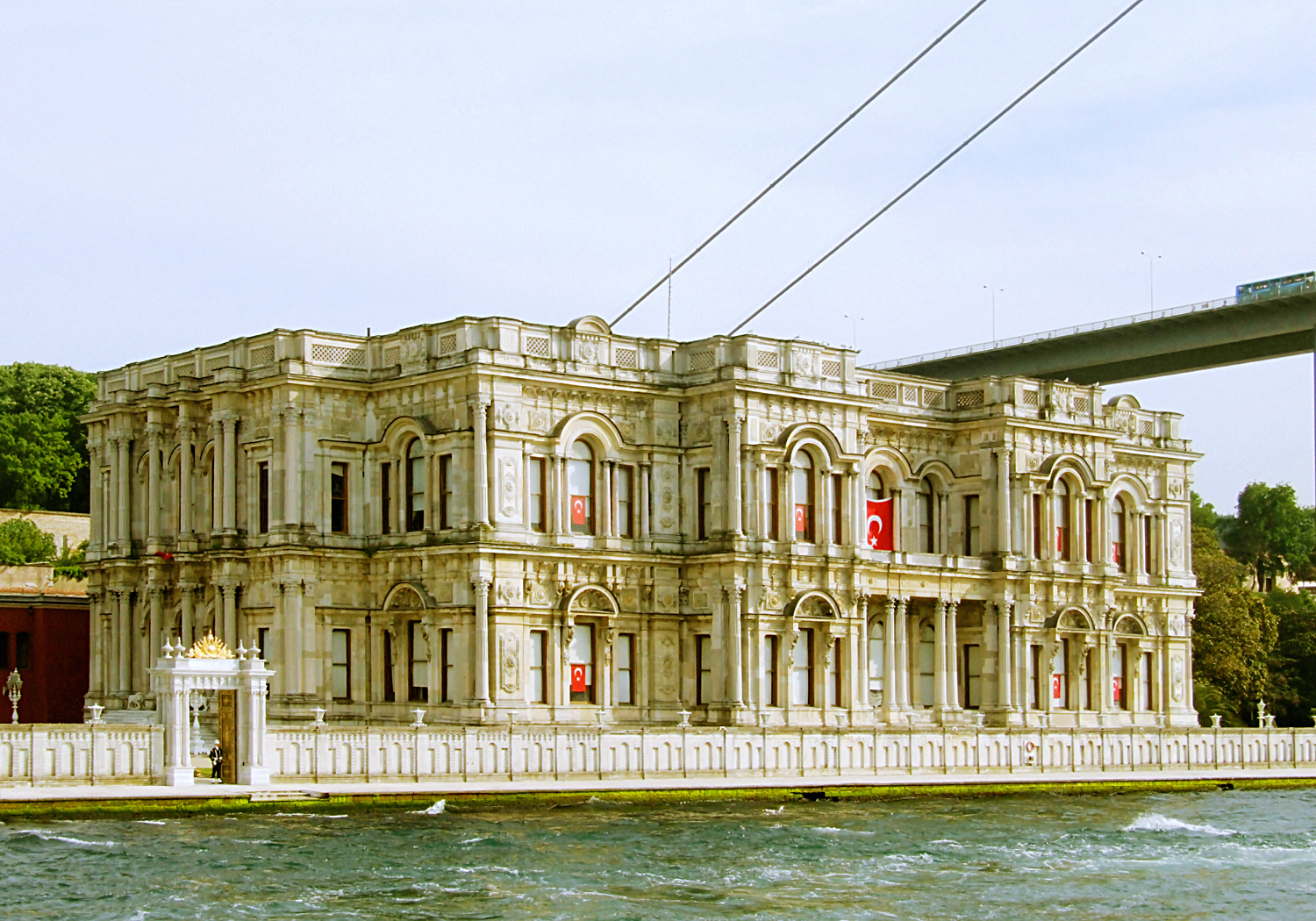
palacio Beylerbeyi, Estambul